# 22. Juni
Der 22. Juni ist der 173. Tag des gregorianischen Kalenders (der 174. in Schaltjahren), somit verbleiben noch 192 Tage bis zum Jahresende.

## Ereignisse

### Politik und Weltgeschehen

168 v. Chr.: Schlacht von Pydna

- 0168 v. Chr.: Dem römischen Heer unter Aemilius Paullus gelingt es nach dreijähriger Kriegsführung, die makedonischen Streitkräfte in der Schlacht von Pydna in Griechenland zu besiegen und damit das Diadochenreich der Antigoniden zu vernichten.
- 0363: Nach der vergeblichen Belagerung von Ktesiphon während des Feldzugs des römischen Kaisers Julian gegen die Sassaniden kommt es zur Schlacht von Maranga, die unentschieden endet. In einem weiteren Gefecht vier Tage später erleidet der Kaiser schwere Verletzungen, denen er erliegt. Sein Nachfolger Jovian muss einem für Rom ungünstigen Frieden zustimmen.
- 0813: In der Schlacht von Adrianopel fügen die Bulgaren knapp zwei Jahre nach der Schlacht am Warbiza-Pass dem Byzantinischen Reich unter Michael I. eine weitere schwere Niederlage zu und tauchen fünf Tage später vor den Toren Konstantinopels auf.
- 1372: Im Hundertjährigen Krieg beginnt die zweitägige Seeschlacht von La Rochelle zwischen einer französisch-kastilischen und einer englischen Flotte.
- 1450: Der Erste Markgrafenkrieg endet mit einem Friedensschluss in Bamberg. Die Freie Reichsstadt Nürnberg erhält alle von Markgraf Albrecht Achilles von Brandenburg-Ansbach eroberten Gebiete zurück.

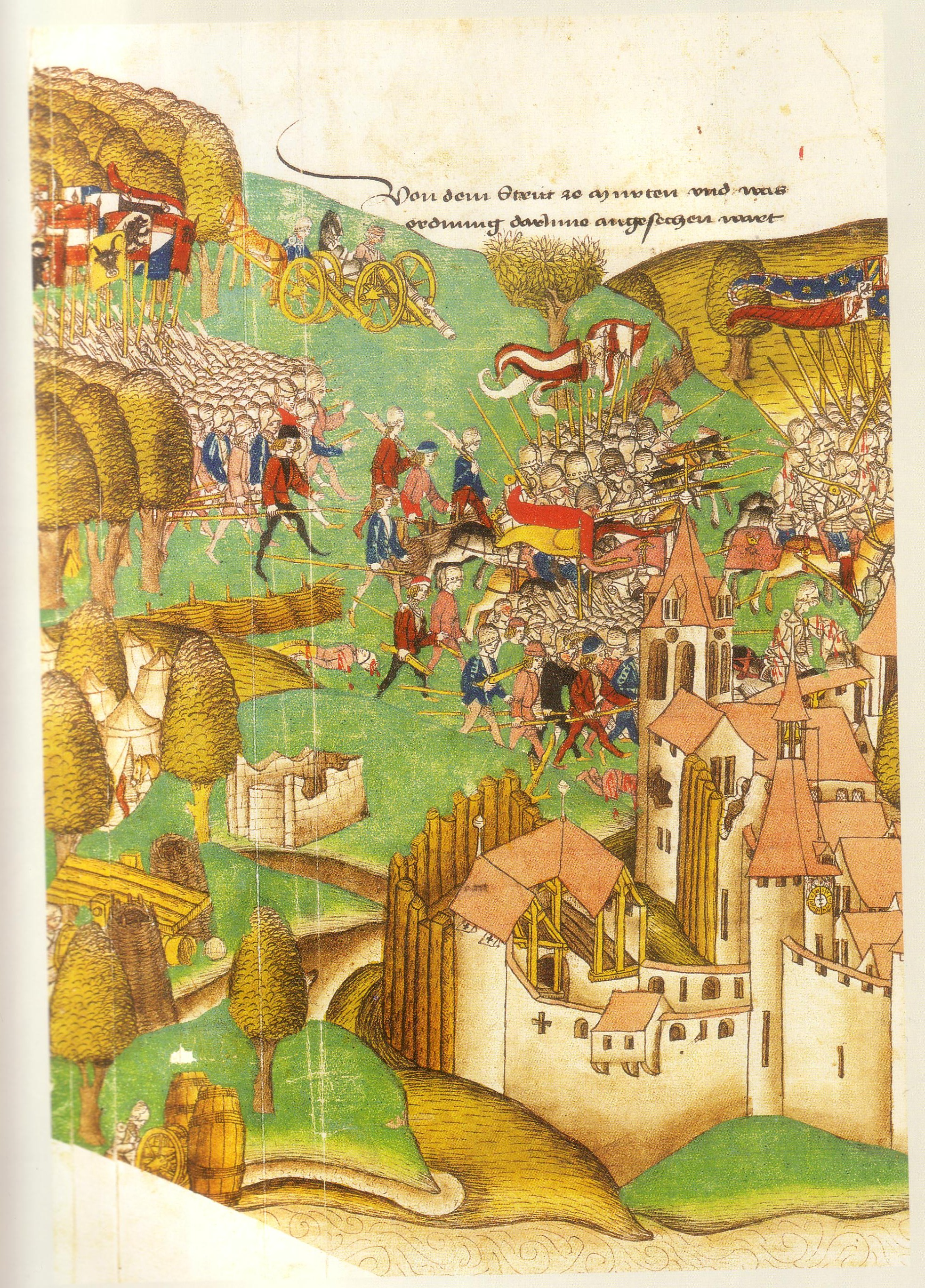
1476: Schlacht bei Murten

- 1476: Die Schweizer Eidgenossen besiegen im Rahmen der Burgunderkriege Karl den Kühnen in der Schlacht bei Murten.
- 1527: Prinz Fatahillah aus dem Königreich Demak zerstört mit seinen Truppen die mit den Portugiesen verbündete Hafenstadt Sunda Kelapa im heutigen Indonesien und errichtet in der Folge an der gleichen Stelle die Stadt Jakarta.
- 1593: In der Schlacht bei Sissek können kroatisch-habsburgisch-ungarische Truppen ein über den Grenzfluss Kupa eingedrungenes osmanisches Heer, das zahlenmäßig stark überlegen ist, besiegen. Der Tod von 20.000 seiner Soldaten und ihres Befehlshabers veranlasst Sultan Murad III. zur formellen Kriegserklärung gegenüber Kaiser Rudolf II., womit der so genannte Lange Türkenkrieg ausbricht.

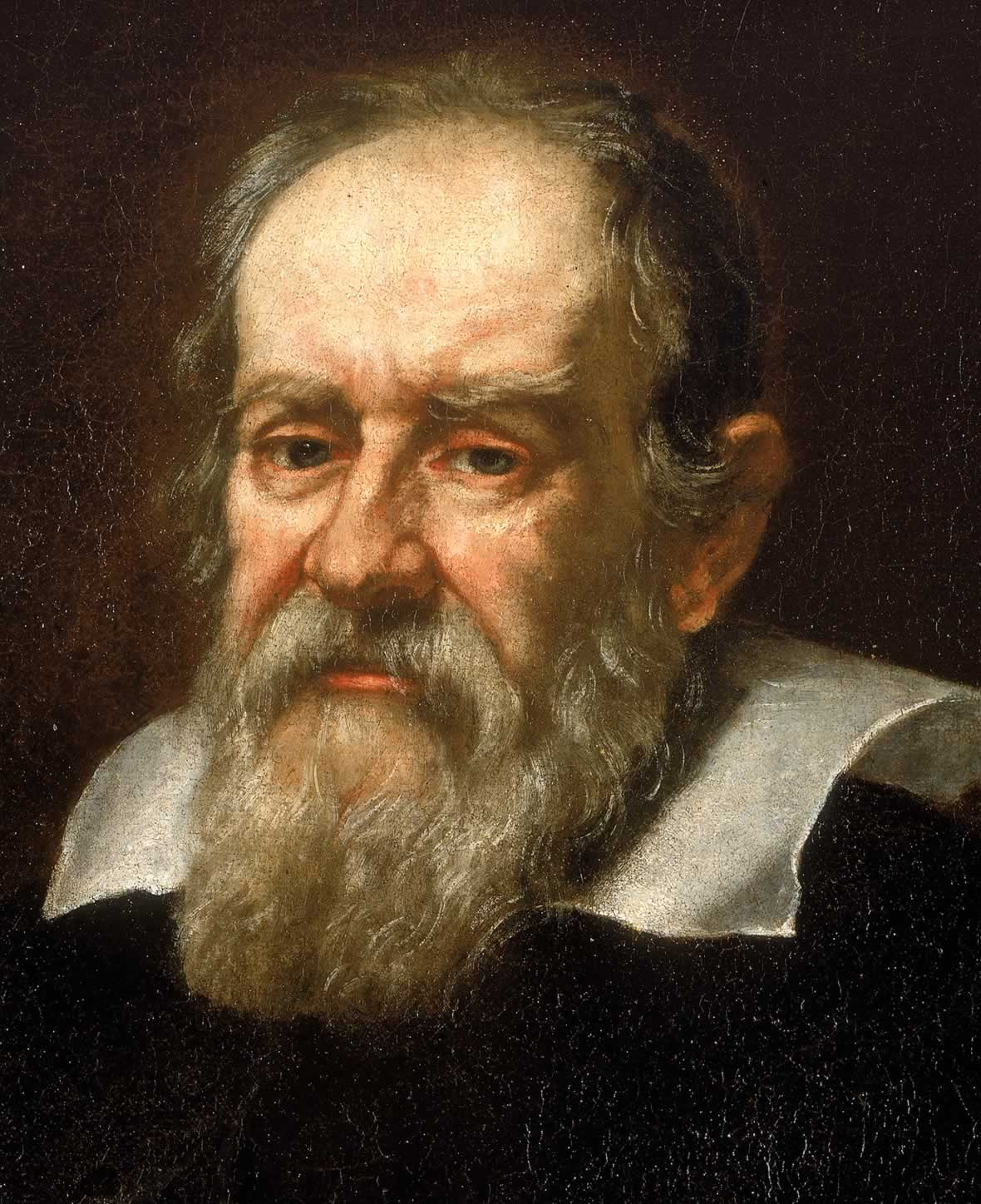
1633: Galileo Galilei

- 1633: Wegen der Verteidigung des heliozentrischen Weltbilds des Kopernikus kommt es in Rom zum Prozess gegen Galileo Galilei.
- 1772: Mit einem Grundsatzurteil auf eine Klage des Sklaven James Somerset hin erklärt der britische Landoberrichter William Murray, Earl of Mansfield, die Sklaverei in Großbritannien für ungesetzlich.
- 1784: Per Edikt verbietet Kurfürst Karl Theodor von Bayern alle ohne landesherrliche Bestätigung gegründeten Geheimgesellschaften, darunter den Illuminatenorden.
- 1815: Napoléon Bonaparte dankt zum zweiten und letzten Mal als Kaiser der Franzosen ab.
- 1825: Bei der Rückeroberung der etwa 10.000 Einwohner umfassenden Stadt Tripoli auf dem Peloponnes durch ägyptische Truppen des Osmanischen Reichs unter Ibrahim Pascha wird die christliche Bevölkerung massakriert und der Ort niedergebrannt. Damit wird ein griechisches Massaker des Jahres 1821 an der türkischen Festungsbesatzung und Zivilisten anlässlich der Griechischen Revolution gerächt.
- 1911: Das britische Königspaar Georg V. und Maria von Teck wird in Westminster Abbey gekrönt.
- 1919: Der Jurastudent Jens Oliver Lisberg hisst in seinem Heimatort Fámjin die erste Flagge der Färöer.
- 1933: Der SPD wird durch den nationalsozialistischen Innenminister Wilhelm Frick jedwede Tätigkeit verboten.
- 1940: Frankreich unterzeichnet den Waffenstillstand von Compiègne mit dem Deutschen Reich.
- 1941: Mit dem deutschen Überfall auf die Sowjetunion unter dem Decknamen Unternehmen Barbarossa beginnt der bis Mai 1945 andauernde Deutsch-Sowjetische Krieg.
- 1941: Im kroatischen Sisak wird die erste jugoslawische Partisaneneinheit zur Bekämpfung der deutschen Wehrmacht im nach dem Balkanfeldzug besetzten und aufgespaltenen Jugoslawien gegründet.
- 1944: Beginn der Operation Bagration, in deren Verlauf die Rote Armee die deutsche Heeresgruppe Mitte weitgehend vernichtet.
- 1945: Die Jakarta-Charta wird von einer Sonderkommission des Untersuchungsausschusses zur Vorbereitung der Unabhängigkeit Indonesiens vorgelegt.
- 1945: In Nigeria findet unter Leitung des Drehers Michael Imoudu der erste Generalstreik des Landes für höhere Löhne und gegen die britische Kolonialverwaltung statt.
- 1953: Der West-Berliner Senat beschließt im Gedenken an den DDR-Volksaufstand die Umbenennung der Charlottenburger Chaussee in Straße des 17. Juni.
- 1964: Der haitianische Diktator François Duvalier („Papa Doc“) wird nach einer von der Bevölkerung gebilligten Verfassungsänderung offiziell zum Präsidenten auf Lebenszeit erklärt.
- 1974: In der Bundesrepublik Deutschland tritt das 5. Strafrechtsreformgesetz teilweise (kriminologische und embyropathische Indikation sowie mildere Strafen für Schwangerschaftsabbruch in anderen Fällen) in Kraft. Die Fristenregelung hatte das Bundesverfassungsgericht am Vortag gestoppt.
- 1976: In der Bundesrepublik Deutschland tritt die Neuregelung des Schwangerschaftsabbruchs (Indikationenmodell mit Notlagenindikation) in Kraft.

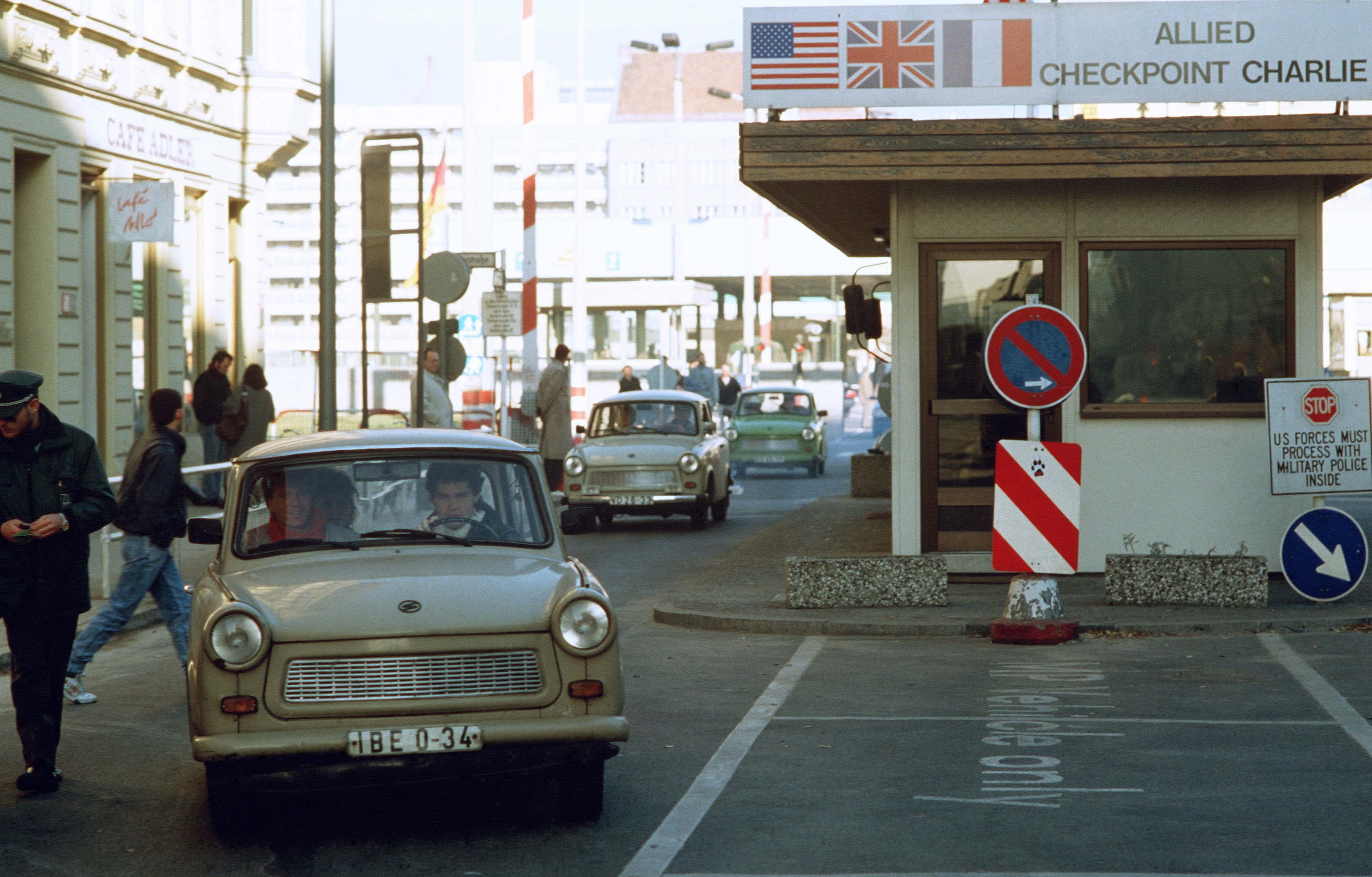
1990: Checkpoint Charlie

- 1990: Während in Berlin die zweite Runde der Verhandlungen zum Zwei-plus-Vier-Vertrag beginnt, wird der Checkpoint Charlie abgebaut.
- 1996: Die Gipfelkonferenz der Arabischen Liga in Kairo bekräftigt ihren Willen zum Frieden und erteilt Ägypten das Mandat, gegenüber Israel auf Fortsetzung des Friedensprozesses zu drängen.
- 2004: Tschetschenische Terroristen töten bei ihrem Rebellenangriff auf Inguschetien mit Raketen und Granatwerfern auf staatliche Einrichtungen insgesamt 90 Menschen. Unter ihnen befinden sich der Innen- und der Gesundheitsminister der Kaukasusrepublik Inguschetien.
- 2005: Jürgen Rüttgers (CDU) wird neuer Ministerpräsident in Nordrhein-Westfalen nach fast 39 Jahren SPD-Herrschaft im bevölkerungsreichsten Bundesland Deutschlands.
- 2005: Das deutsche Bundeskabinett billigt einen Vorschlag von Innenminister Otto Schily zur Einführung eines Reisepasses mit maschinenlesbaren biometrischen Daten (ePass).
- 2012: Nachdem Yousaf Raza Gilani vom Verfassungsgericht abgesetzt wurde, wird Raja Pervez Ashraf zum neuen Ministerpräsidenten Pakistans gewählt.
- 2012: Der bisherige Vizepräsident Federico Franco wird als neuer Staatspräsident Paraguays eingesetzt, nachdem Vorgänger Fernando Lugo vom Parlament des Amtes enthoben wurde.

### Wirtschaft
- 1865: Die erste Pferdestraßenbahn in Deutschland nimmt in Berlin zwischen dem Brandenburger Tor und Charlottenburg über das Knie den Betrieb auf.
- 1998: Die „Konvertibilna Marka“ ersetzt alle drei bestehenden Währungen in Bosnien und Herzegowina.

### Wissenschaft und Technik

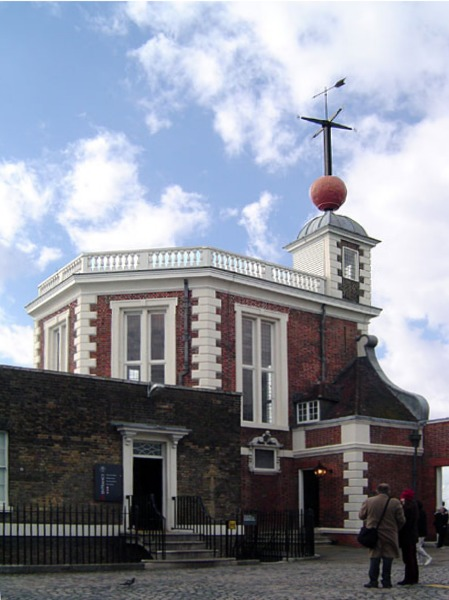
1675: Royal Greenwich Observatory

- 1675: König Karl II. von England gründet das Observatorium in Greenwich, das seit 1884 den Nullmeridian markiert.
- 1924: Das Institut für Sozialforschung in Frankfurt am Main wird eingeweiht.
- 1936: An der Universität Wien ermordet der ehemalige Student Hans Nelböck seinen Hochschullehrer Moritz Schlick. Der Wiener Kreis, in dem Logischer Empirismus als ein philosophischer Ansatz diskutiert wird, endet mit Schlicks Tod.

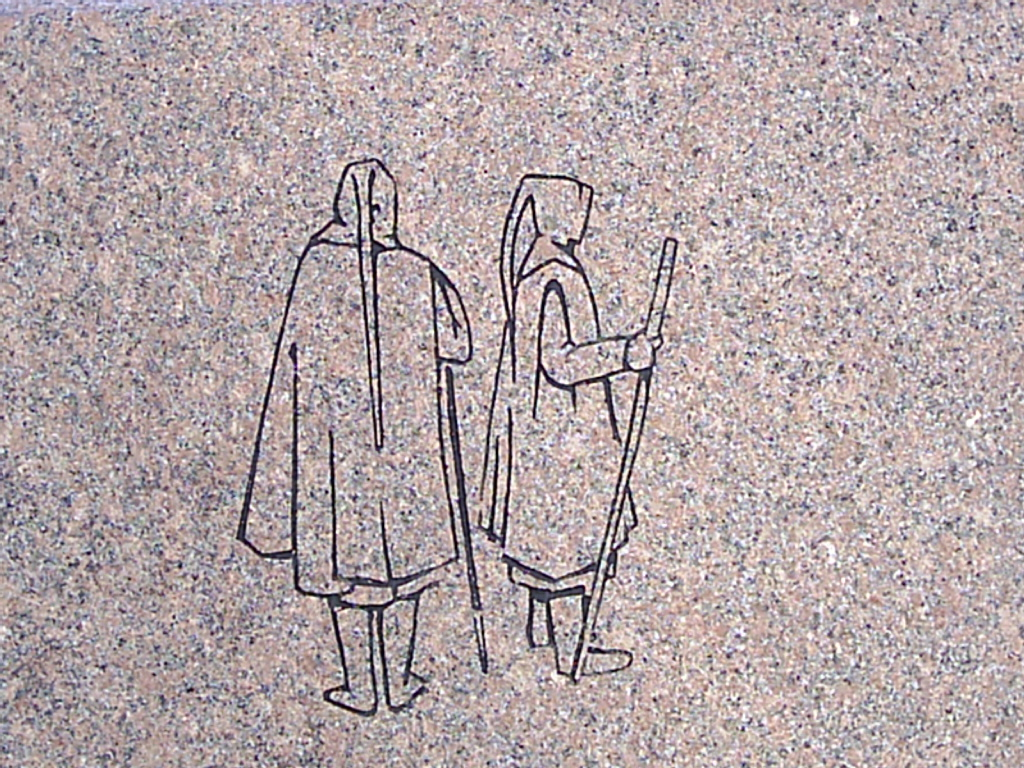
1936: Bockstensmann

- 1936: Mit dem Bockstensmann wird im Südwesten Schwedens eine aus dem 14. Jahrhundert stammende Moorleiche mit nahezu vollständig erhaltener Kleidung gefunden.
- 1959: Das Abkommen zur Gründung des Deutsch-Französischen Forschungsinstituts Saint-Louis (ISL) für Forschung auf dem Gebiet des Waffenwesens tritt in Kraft.
- 1978: Der Astronom James W. Christy entdeckt Charon, den größten Mond des Pluto.
- 2005: Ein Spannungsabfall legt für mehrere Stunden das komplette Netz der SBB und damit den Eisenbahnverkehr in der Schweiz lahm.

### Kultur
- 1996: In Nordamerika wird der Ego-Shooter Quake veröffentlicht.

### Gesellschaft
- 1634: Der niederländische Maler Rembrandt van Rijn heiratet Saskia van Uylenburgh.
- 1983: Die 15-jährige Emanuela Orlandi verschwindet in Rom spurlos.
- 2004: In Belgien wird der Mörder und Sexualstraftäter Marc Dutroux zu lebenslanger Haft verurteilt.

### Religion
- 0431: Das dritte ökumenische Konzil, das Konzil von Ephesos, beginnt.
- 0816: Stephan IV. wird als Nachfolger von Leo III. zum Papst gewählt.

### Katastrophen
- 1893: Während eines Manövers im Mittelmeer kollidieren vor Tripolis die beiden britischen Kriegsschiffe Camperdown und Victoria. 358 Soldaten, unter ihnen Flottenchef Sir George Tryon, finden beim Untergang der HMS Victoria den Tod.
- 1962: Eine Boeing 707 der Air France stürzt bei schlechtem Wetter auf Guadeloupe ab. 113 Menschen sterben.
- 2000: Nahe Luzhou in der chinesischen Provinz Sichuan kentert auf dem Jangtsekiang eine Fähre. Es gibt 131 Tote.[1][2]
- 2002: Ein Erdbeben der Stärke 6,5 im Iran fordert 261 Todesopfer.
- 2008: Die philippinische Fähre Princess of the Stars läuft während des Taifuns Fengshen auf Grund und sinkt. Etwa 800 Menschen sterben, nur 56 Passagiere überleben die Katastrophe.

Kleinere Unglücksfälle sind in den Unterartikeln von Katastrophe und in der Liste von Katastrophen aufgeführt.

### Sport
- 1938: Im New Yorker Yankee Stadium verliert Max Schmeling im Kampf um die Boxweltmeisterschaft im Schwergewicht gegen Joe Louis durch technischen KO in der ersten Runde.
- 1941: Mit dem SK Rapid Wien gewinnt einmalig in der Geschichte eine österreichische Mannschaft die deutsche Fußballmeisterschaft. Die Wiener besiegen im Endspiel im Olympiastadion Berlin den FC Schalke 04 nach einem 0:3-Rückstand noch mit 4:3.
- 1974: Im Hamburger Volksparkstadion gewinnt die Mannschaft der DDR durch ein Tor von Jürgen Sparwasser das WM-Vorrundenspiel gegen die bundesdeutsche Auswahl mit 1:0.
- 1975: Mit dem Nordalpenweg vom Neusiedler See zum Bodensee wird der erste österreichische Ost-West-Weitwanderweg eröffnet.
- 1979: Im New Yorker Madison Square Garden besiegt Larry Holmes Mike Weaver durch technischen KO und wird neuer Boxweltmeister im Schwergewicht nach Version des WBC.
- 1980: Im Finale der Fußball-Europameisterschaft besiegt Deutschland durch zwei Tore von Horst Hrubesch Belgien mit 2:1.
- 1986: Im Viertelfinale der Fußball-Weltmeisterschaft zwischen Argentinien und England erzielt Diego Maradona sowohl das berühmte Tor mit der „Hand Gottes“ als auch das WM-Tor des Jahrhunderts.
- 1991: Werder Bremen gewinnt zum zweiten Mal in der Vereinsgeschichte den DFB-Pokal mit 4:3 nach Elfmeterschießen gegen den 1. FC Köln.
- 2006: Mit zwei Toren im WM-Vorrundenspiel gegen Japan stellt Ronaldo Gerd Müllers seit 32 Jahren bestehende Bestmarke von 14 Toren bei Fußball-Weltmeisterschaften ein.
- 2006: Während des Fußball-WM-Spiels zwischen Kroatien und Australien (2:2) erhält der kroatische Nationalspieler Josip Šimunić drei Gelbe Karten, weil der englische Schiedsrichter Graham Poll vergessen hat, ihn nach der zweiten Gelben Karte (90. Minute) vom Platz zu verweisen. Nach der dritten Gelben Karte in der 93. Minute wurde Šimunić vom Platz gestellt.
- 2012: Die Miami Heat um den amerikanischen Basketballspieler LeBron James gewinnen mit einem 4:1 in den Finals über Oklahoma City Thunder den NBA-Titel.
- 2017: Afghanistan und Irland werden Full Member des International Cricket Council (ICC).
- 2018: Beginn der 18. Ausgabe der Mittelmeerspiele, die bis zum 1. Juli in der spanischen Stadt Tarragona stattfindet.

Einträge von Leichtathletik-Weltrekorden befinden sich unter der jeweiligen Disziplin unter Leichtathletik.
Einträge zu Fußballweltmeisterschaftsspielen finden sich in den Unterseiten von Fußball-Weltmeisterschaft. Das Gleiche gilt für Fußball-Europameisterschaften.

## Geboren

### Vor dem 18. Jahrhundert
- 0916: Saif ad-Daula, Emir von Aleppo
- 1332: Bonaventura Badoardo de Peraga, italienischer Kardinal
- 1370: Johann von Görlitz, einziger Herzog von Görlitz
- 1378: Walter Hungerford, englischer Adeliger

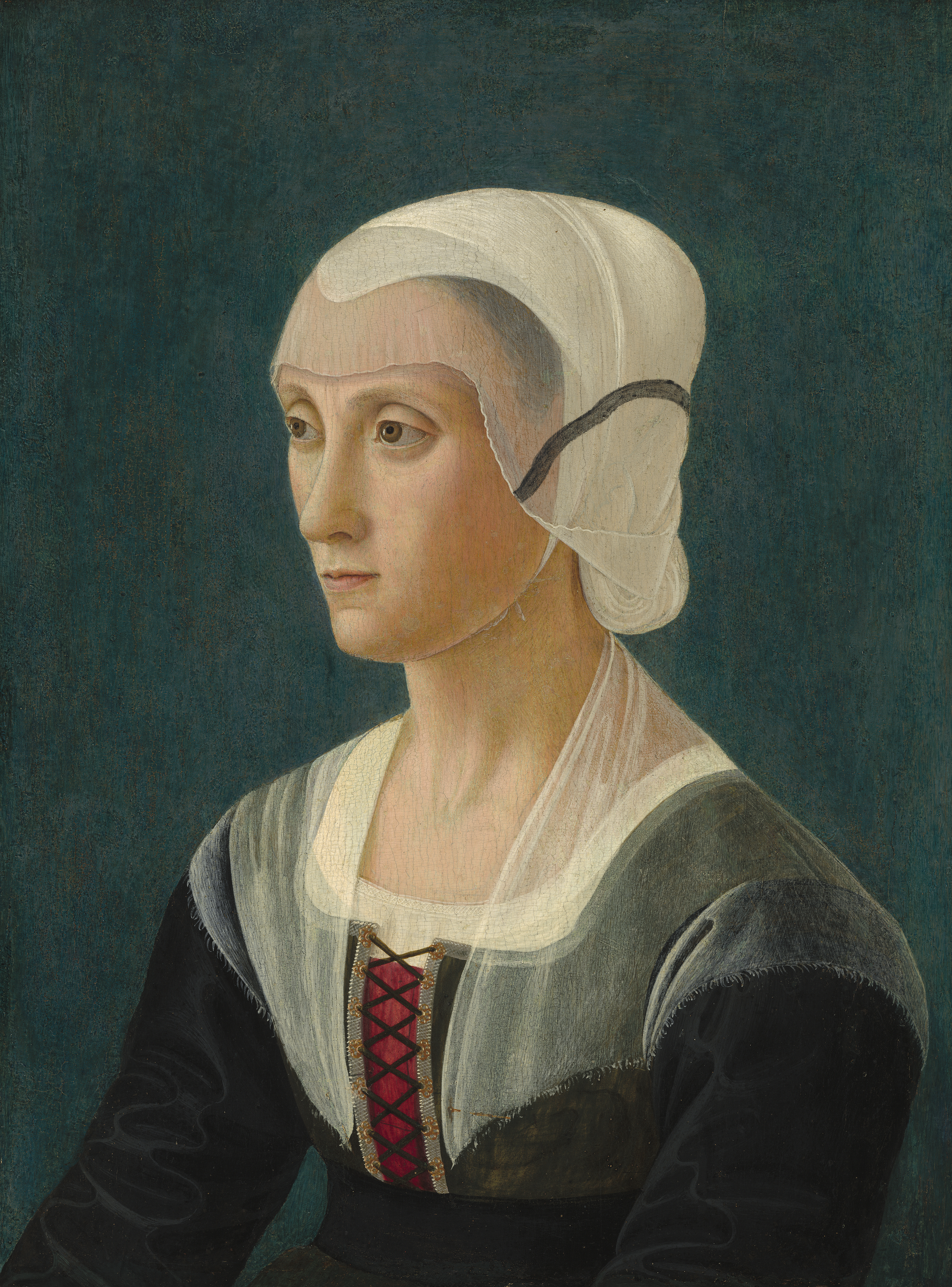
Lucrezia Tornabuoni (* 1425)

- 1425: Lucrezia Tornabuoni, florentinische Dichterin und Mäzenin, Ehefrau von Piero di Cosimo de’ Medici
- 1435: Otto II. von der Pfalz-Mosbach (Otto Mathematicus), Pfalzgraf und Herzog in Bayern, Astronom
- 1477: Thomas Grey, 2. Marquess of Dorset, englischer Adeliger, Höfling und Soldat
- 1512: Daniel von Büren der Jüngere, Bürgermeister von Bremen
- 1583: Joachim Ernst, Markgraf von Brandenburg-Ansbach
- 1593: John Gell, englischer Politiker und Feldherr
- 1596: Jacob Lossius, deutscher lutherischer Theologe
- 1607: Johann Benedikt Carpzov I., deutscher evangelischer Theologe
- 1613: Lambert Pietkin, im Hochstift Lüttich wirkender Komponist und Organist
- 1637: Christian II., Pfalzgraf und Herzog von Pfalz-Zweibrücken-Birkenfeld
- 1637: Joseph Werner, Schweizer Maler
- 1653: André-Hercule de Fleury, französischer Kardinal und Staatsmann
- 1658: Ludwig VII., Landgraf von Hessen-Darmstadt
- 1664: Johann Ernst III., Herzog von Sachsen-Weimar
- 1670: Eva von Buttlar, mystisch-libertinistische Sektiererin
- 1684: Francesco Manfredini, italienischer Violinist und Komponist
- 1687: Jacopo Appiani, italienischer Stuckateur

### 18. Jahrhundert
- 1721: Georg Wilhelm von der Goltz, polnischer General und Diplomat
- 1722: Maria Anna von Pfalz-Sulzbach, Prinzessin von Bayern
- 1737: Johann Joseph Anton Huber, Augsburger Freskomaler und katholischer Direktor der Reichsstädtischen Kunstakademie
- 1740: Georg Ludwig von Edelsheim, deutscher Politiker, Minister in Baden
- 1744: Johann Christian Polycarp Erxleben, deutscher Naturwissenschaftler
- 1748: Thomas Day, englischer Schriftsteller
- 1757: Andreas Schumann, deutscher Pädagoge und Autor
- 1757: George Vancouver, britischer Marineoffizier und Forscher
- 1758: Joseph McMinn, US-amerikanischer Politiker, Gouverneur von Tennessee
- 1760: Joseph Ludwig Colmar, Bischof von Mainz
- 1763: Étienne-Nicolas Méhul, französischer Komponist
- 1766: John Drayton, US-amerikanischer Politiker, Gouverneur von South Carolina

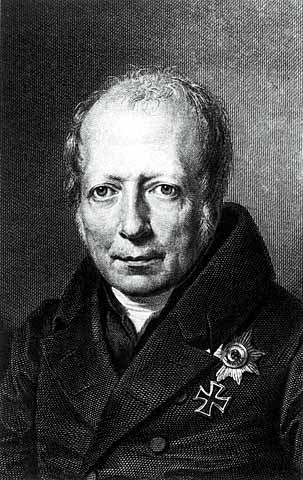
Wilhelm von Humboldt (* 1767)

- 1767: Wilhelm von Humboldt, deutscher Gelehrter und Staatsmann
- 1770: Wilhelm Traugott Krug, deutscher Philosoph
- 1771: August Pichler, österreichisch-deutscher Schauspieler und Schauspieldirektor
- 1771: Johann Ernst Plamann, deutscher Reformpädagoge
- 1772: Karl Heinrich Gottfried Lommatzsch, deutscher evangelischer Geistlicher
- 1777: Andreas Alois Ankwicz von Skarbek-Poslawice, Erzbischof von Lemberg und Prag
- 1779: Wilhelm von Alvensleben, deutscher Geistlicher und Grundbesitzer, Domherr in Halberstadt
- 1784: Louis Marie Baptiste Atthalin, französischer Offizier, Politiker und Maler
- 1793: Tokugawa Ieyoshi, japanischer Shōgun

### 19. Jahrhundert

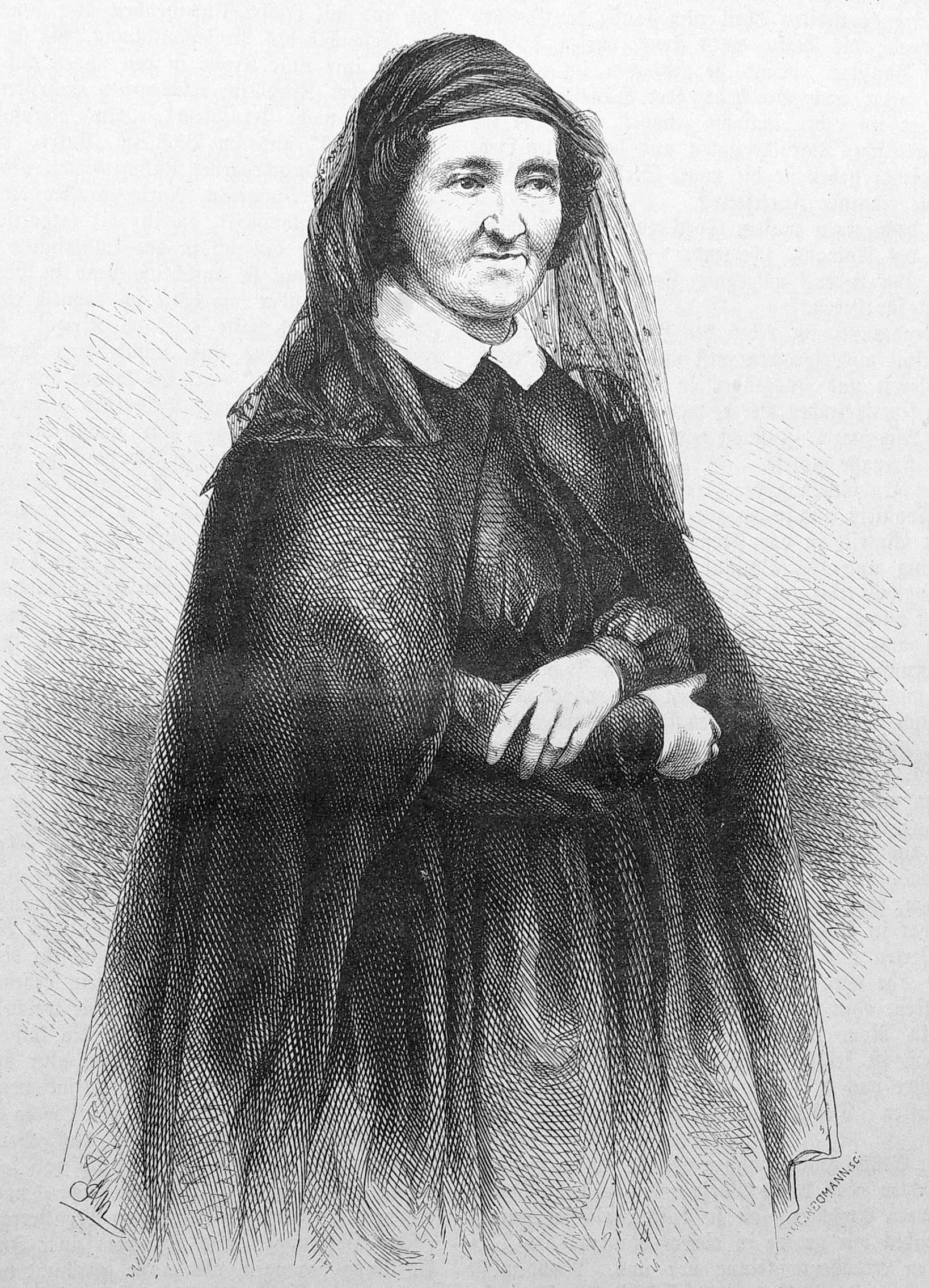
Ida Hahn-Hahn (* 1805)

- 1800: Tommaso Pendola, Priester und Pädagoge
- 1805: Ida Hahn-Hahn, deutsche Schriftstellerin
- 1805: Giuseppe Mazzini, italienischer Gründer des „Jungen Italiens“ im 19. Jahrhundert
- 1806: Émile de Girardin, französischer Verleger und Journalist
- 1821: Theodor Möbius, deutscher Nordist
- 1829: Louis Vautrey, Schweizer römisch-katholischer Geistlicher und Historiker
- 1832: Heinrich de Ahna, österreichischer Violinist
- 1832: Constant Dinichert, Schweizer Uhrenfabrikant und Politiker
- 1835: Adolf Michaelis, deutscher Archäologe
- 1836: Édouard-Adolphe Cantel, französischer Geistlicher und römisch-katholischer Bischof von Oran
- 1837: Paul Bachmann, deutscher Mathematiker
- 1837: Paul Morphy, US-amerikanischer Schachspieler
- 1837: Ernst Ziller, deutsch-griechischer klassizistischer Architekt, Bauforscher und Archäologe
- 1844: Theodor Weber, deutscher Konsul
- 1845: Richard Seddon, Premierminister von Neuseeland
- 1854: Heinrich Eugen Abt, Schweizer Politiker
- 1859: Frank Damrosch, deutsch-US-amerikanischer Dirigent und Musikerzieher
- 1860: Wilhelm Schneidewind, deutscher Agrikulturchemiker
- 1861: John Lemmoné, australischer Flötist, Komponist und Musikmanager
- 1861: Maximilian von Spee, deutscher Marineoffizier
- 1864: Hermann Minkowski, deutscher Mathematiker und Physiker
- 1874: Viggo Jensen, dänischer Gewichtheber, Schütze und Leichtathlet
- 1874: Walter F. Otto, deutscher Altphilologe und Religionswissenschaftler
- 1874: Martha Ringier, Schweizer Schriftstellerin
- 1875: Johannes Baader, deutscher Architekt und Schriftsteller
- 1876ː Gertrud Hanna, deutsche Gewerkschafterin und Politikerin (SPD)
- 1876ː Gwen John, walisische Malerin

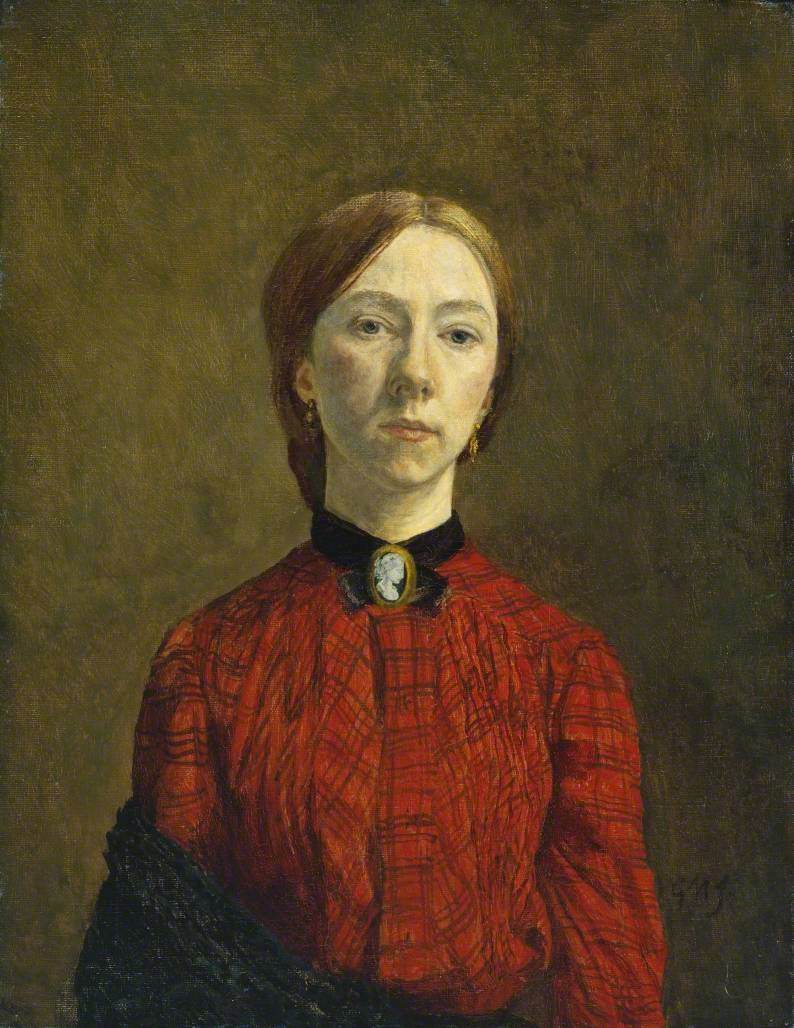
Gwen John (* 1876)

- 1876: José Rolón, mexikanischer Komponist
- 1876: Madeleine Vionnet, französische Modedesignerin
- 1877: Boleslaw Jaworskyj, ukrainischer Musikwissenschaftler, Komponist und Hochschullehrer
- 1879: John Joseph Dempsey, US-amerikanischer Politiker
- 1879: Eva G. R. Taylor, britische Wissenschaftshistorikerin und Geographin
- 1880: William Cohn, deutsch-britischer Kunsthistoriker und Sinologe
- 1885: Joseph Arend, deutscher Politiker
- 1885: Milan Vidmar, slowenischer Ingenieur für Elektrotechnik und Schachspieler
- 1887: Julian Huxley, englischer Biologe, Philosoph und Schriftsteller
- 1888: Lyman Hine, US-amerikanischer Bobsportler
- 1888: Alan Seeger, US-amerikanischer Poet
- 1888: Jeanette Wolff, deutsche Politikerin und Frauenrechtlerin
- 1892: Valerio Arri, italienischer Leichtathlet
- 1892: Ludwig Bäte, deutscher Schriftsteller
- 1892: Robert von Greim, deutscher Generalfeldmarschall
- 1892: Emil Telmányi, ungarischer Geiger und Dirigent
- 1894: Bernard Ashmole, britischer Klassischer Archäologe
- 1897: Otto Bramm, deutscher Kunsthistoriker und Volkskundler
- 1897: Norbert Elias, Soziologe, Philosoph und Dichter deutsch-jüdischer Abstammung
- 1897: Albert Renger-Patzsch, deutscher Fotograf
- 1898: Werner Adams, deutscher Eisenbahningenieur

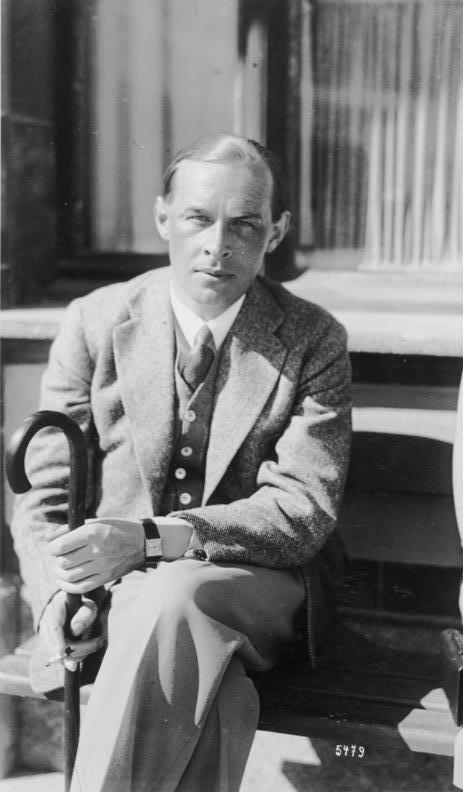
Erich Maria Remarque (* 1898)

- 1898: Erich Maria Remarque, deutscher Schriftsteller (Im Westen nichts Neues)
- 1899: Hedwig Jochmus, deutsche Politikerin, MdB
- 1900: Oskar Fischinger, deutscher Filmemacher, Pionier des abstrakten Films
- 1900: Catherine Hessling, französische Schauspielerin
- 1900: Robert Swartelé, belgischer Ruderer

### 20. Jahrhundert

#### 1901–1925
- 1901: Luise Albertz, deutsche Politikerin, MdB
- 1901: Luís Armando Rivera, dominikanischer Komponist, Pianist und Geiger

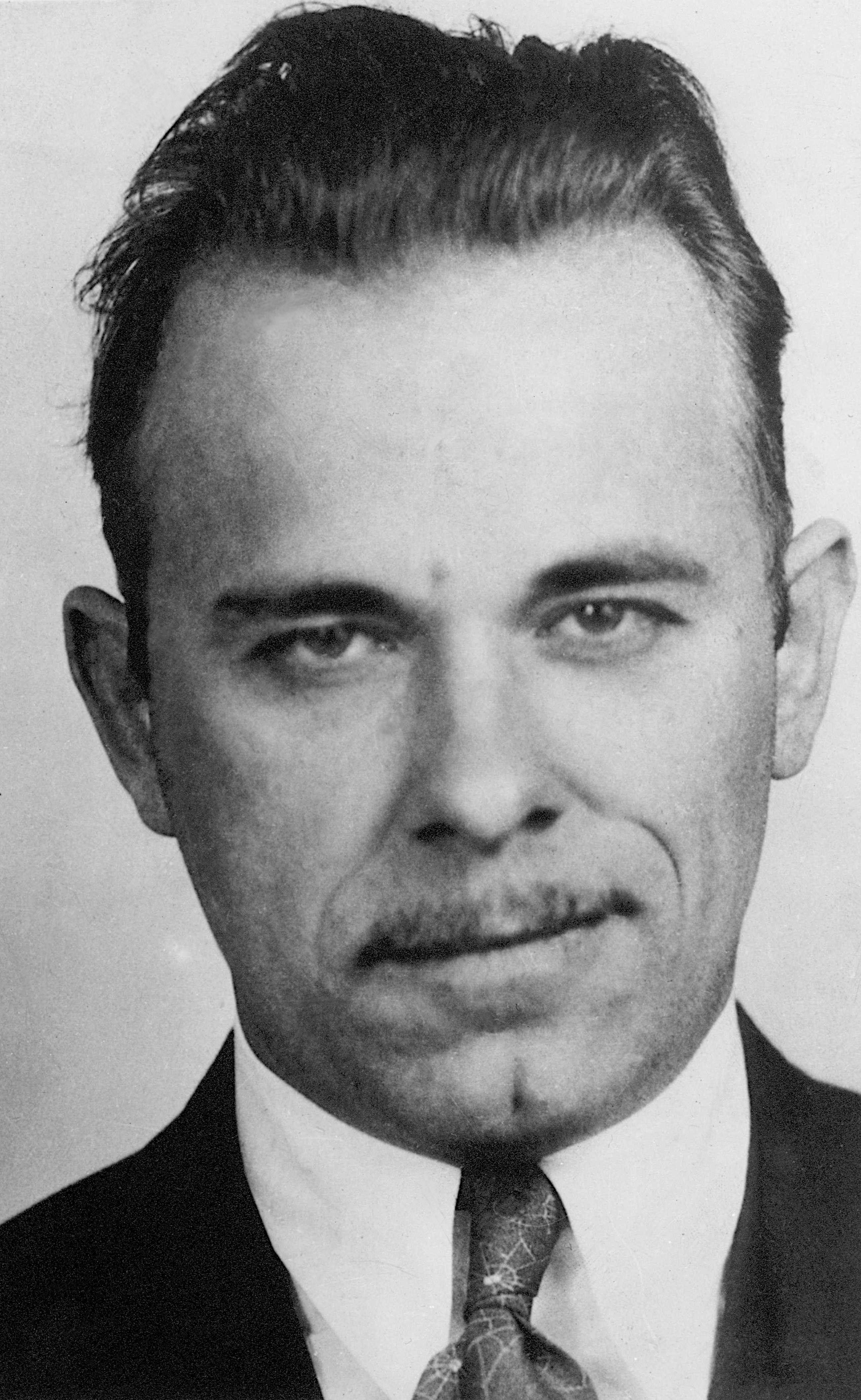
John Dillinger (* 1903)

- 1903: John Dillinger, US-amerikanischer Bankräuber, erste Person, die das FBI als Staatsfeind Nr. 1 betrachtete
- 1903: Yamamoto Shūgorō, japanischer Schriftsteller
- 1905: Romano Amerio, italienischer Theologe
- 1905: Walter Leigh, britischer Komponist
- 1905: Hans Körnig, deutscher Graphiker und Maler

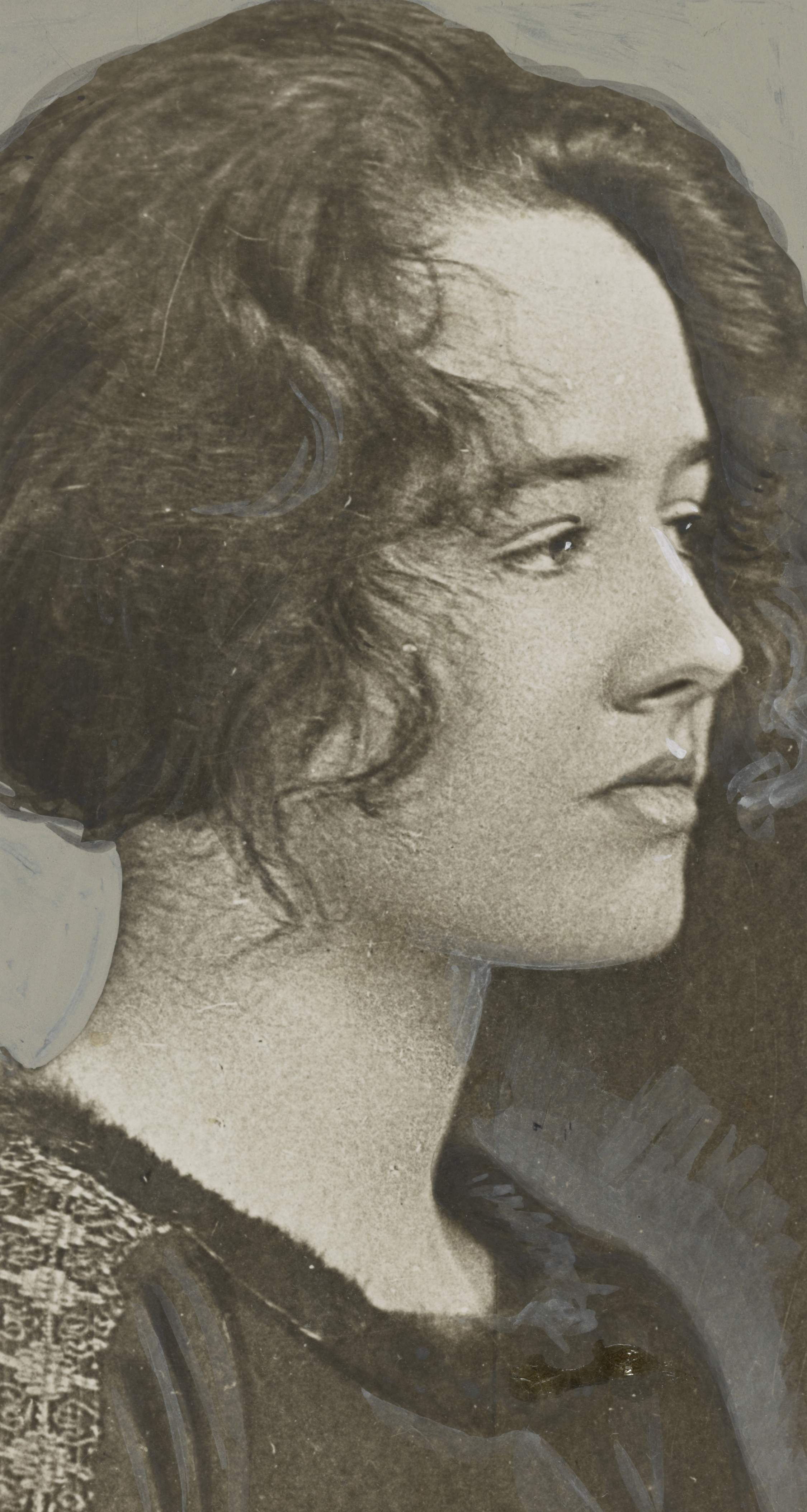
Anne Morrow Lindbergh (* 1906)

- 1906: Anne Morrow Lindbergh, US-amerikanische Ehefrau, Copilotin und Navigatorin von Charles A. Lindbergh
- 1906: Billy Wilder, österreichisch-US-amerikanischer Filmregisseur und Produzent
- 1907: Eriks Ādamsons, lettischer Schriftsteller
- 1908: Beaumont Newhall, US-amerikanischer Autor, Fotohistoriker und Kurator
- 1909: Robert Wehgartner, deutscher Politiker der Bayernpartei
- 1910: Axel von Ambesser, deutscher Schauspieler, Regisseur und Autor
- 1910: Gottfried Hermann, österreichischer Turner
- 1910: Herbert Werner Quandt, deutscher Industrieller

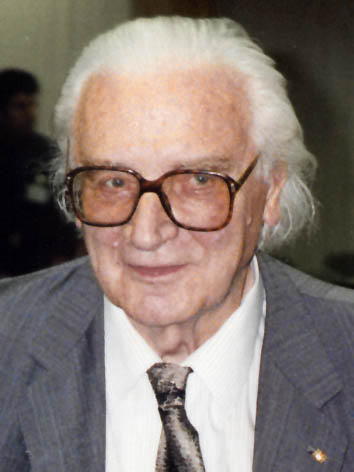
Konrad Zuse (* 1910)

- 1910: Konrad Zuse, deutscher Bauingenieur und Erfinder des ersten funktionstüchtigen Computers
- 1911: Rudi Ball, deutscher Eishockeyspieler
- 1911: Nicolas Naaman, syrischer Erzbischof
- 1911: Harvey Shapiro, US-amerikanischer Cellist und Musikpädagoge
- 1913: Heinrich Hogrebe, deutscher Forstmann und Offizier im Zweiten Weltkrieg
- 1915: William Passmore, südafrikanischer Boxer
- 1916: Emil Fackenheim, deutscher Philosoph und Rabbi
- 1917: George Fonder, US-amerikanischer Automobilrennfahrer
- 1917: Jean Hubeau, französischer Komponist, Pianist und Musikpädagoge
- 1918: Cicely Saunders, englische Krankenschwester, Sozialarbeiterin und Ärztin
- 1918: Hans Schaffert, Schweizer evangelischer Geistlicher
- 1919: Henri Tajfel, britischer Sozialpsychologe
- 1920: Paul Frees, US-amerikanischer Schauspieler, Synchronsprecher, Komiker und Drehbuchautor
- 1920: Luciano Negrini, italienischer Steuermann
- 1922: Mousie Alexander, US-amerikanischer Jazzschlagzeuger
- 1922: Osvaldo Fattori, italienischer Fußballspieler und -trainer
- 1923: José Giovanni, französisch-schweizerischer Schriftsteller und Filmemacher

#### 1926–1950
- 1926: Ruth Zechlin, deutsche Komponistin
- 1926: Horst Fuhrmann, deutscher Historiker
- 1927: Herbert Hisel, deutscher Humorist
- 1927: Horst Keitel, deutscher Schauspieler und Synchronsprecher
- 1927: Karl Schügerl, Professor für Technische Chemie und Biotechnologe
- 1927: Alice Vollenweider, Schweizer Romanistin, Kochbuchautorin und literarische Übersetzerin
- 1928ː Alison Smithson, britische Architektin
- 1928: Ralph Waite, US-amerikanischer Schauspieler (Die Waltons)
- 1929: Adam Zielinski, polnischer Schriftsteller und Unternehmer
- 1930: Juri Petrowitsch Artjuchin, sowjetischer Luftwaffenoffizier und Kosmonaut
- 1930: Roy Drusky, US-amerikanischer Country-Sänger und Songwriter
- 1930: Leonard Lamensdorf, US-amerikanischer Schriftsteller
- 1931: Umberto Arlati, schweizerischer Jazztrompeter und Musikpädagoge
- 1931: Vera Marzot, italienische Kostümbildnerin
- 1931: Margit Voss, deutsche Journalistin
- 1932: Amrish Puri, indischer Schauspieler

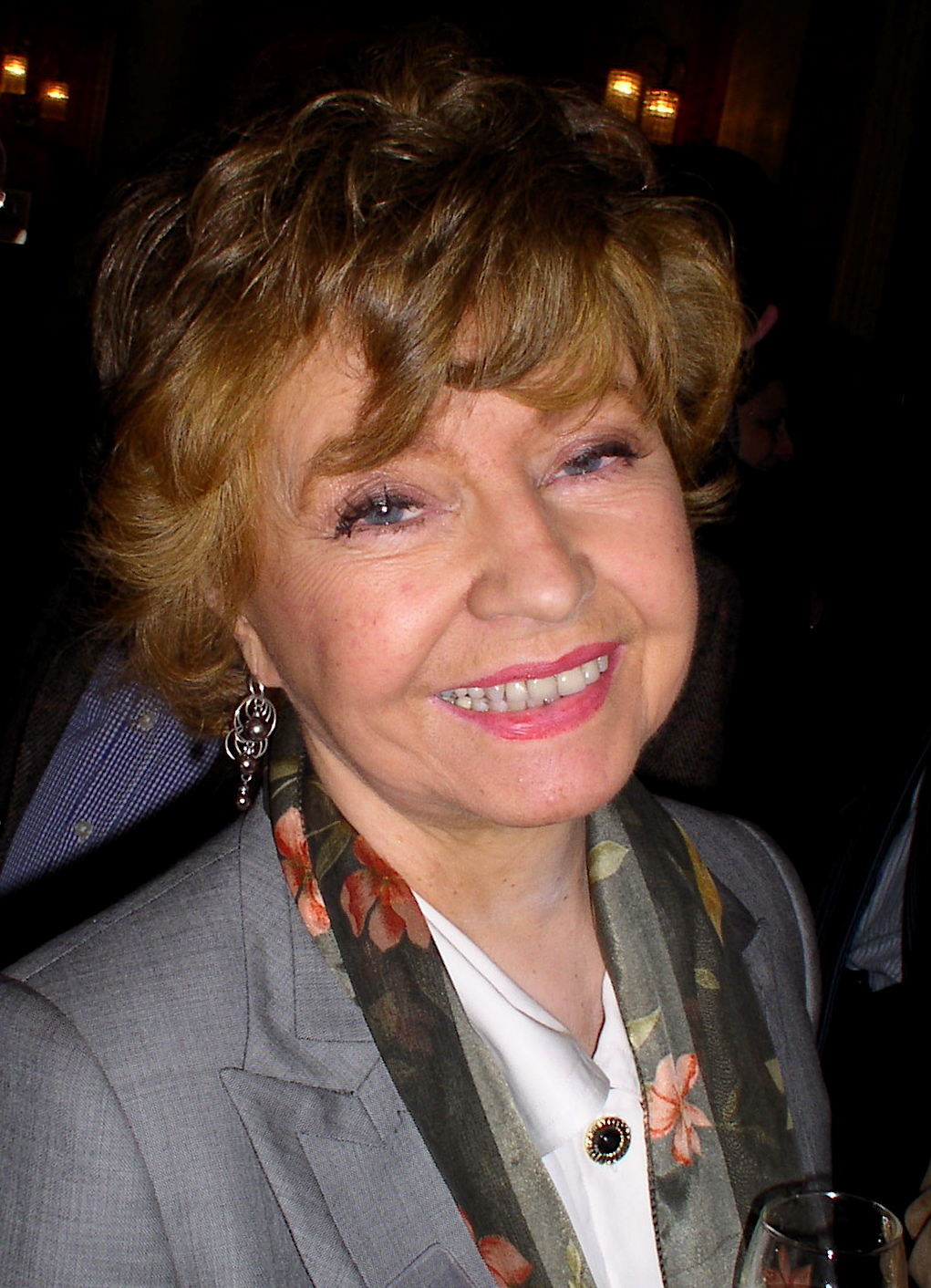
Prunella Scales (* 1932)

- 1932: Prunella Scales, englische Schauspielerin
- 1932: Soraya Esfandiary Bakhtiary, zweite Ehefrau von Mohammad Reza Pahlavi
- 1933: Peter Brogle, Schweizer Schauspieler
- 1933: Dianne Feinstein, US-amerikanische Politikerin
- 1933: André Grobéty, Schweizer Fußballspieler
- 1934: Paul Ambros, deutscher Eishockeyspieler
- 1934: Gerhard Neumann, deutscher Germanist
- 1934: Herbert Schimansky, Richter am deutschen Bundesgerichtshof
- 1936: Hermeto Pascoal, Multi-Instrumentalist und avantgardistischer Musiker aus Brasilien

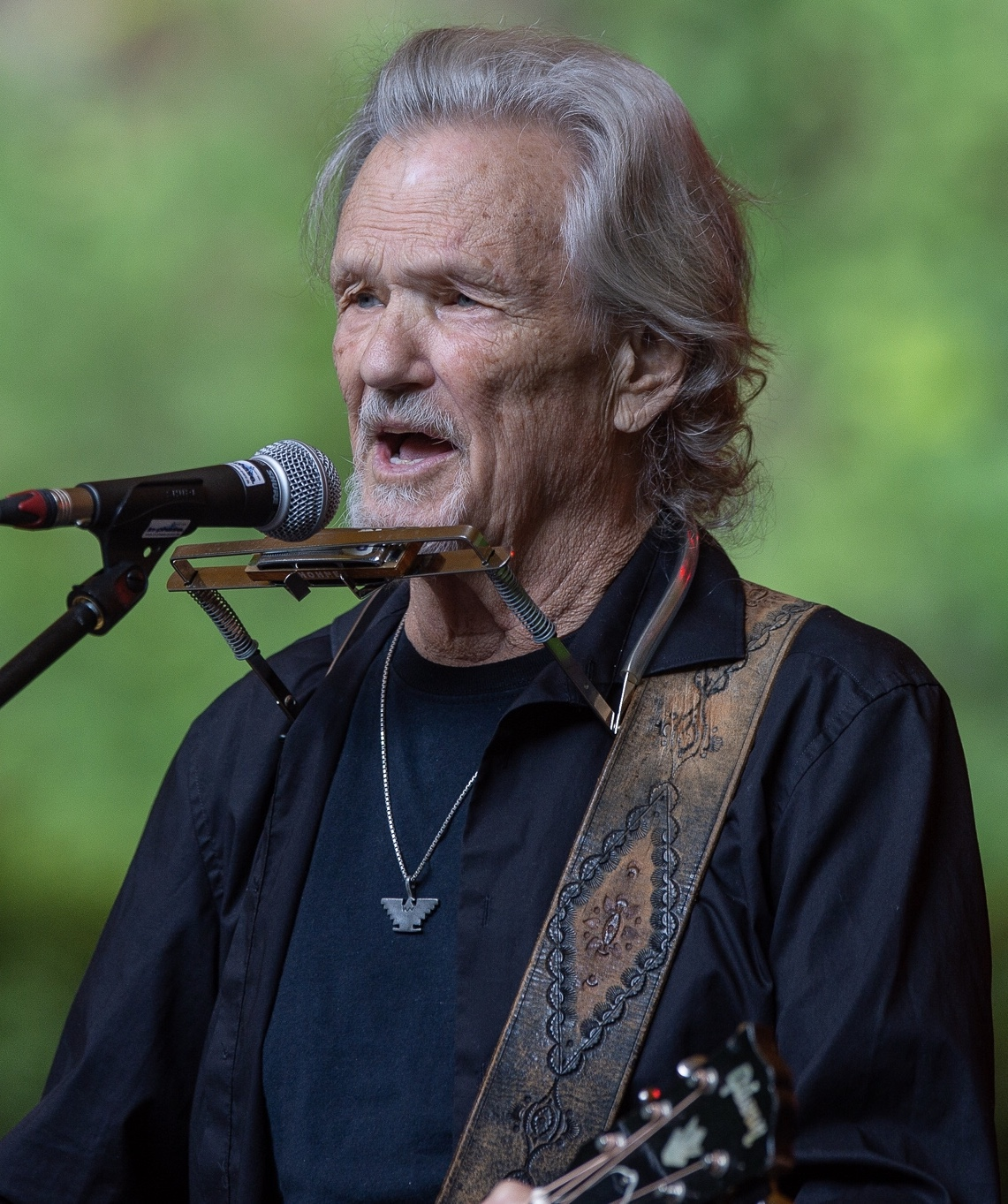
Kris Kristofferson (* 1936)

- 1936: Kris Kristofferson, US-amerikanischer Country-Sänger und Schauspieler
- 1938: Karl Meli, Schweizer Schwinger
- 1938: Virginio De Paoli, italienischer Fußballspieler und -trainer
- 1938: Jim Shea senior, US-amerikanischer Skilangläufer und Nordischer Kombinierer
- 1939: Robert Kramer, US-amerikanischer Filmemacher
- 1939: Heikki Sarmanto, finnischer Jazzpianist und -komponist

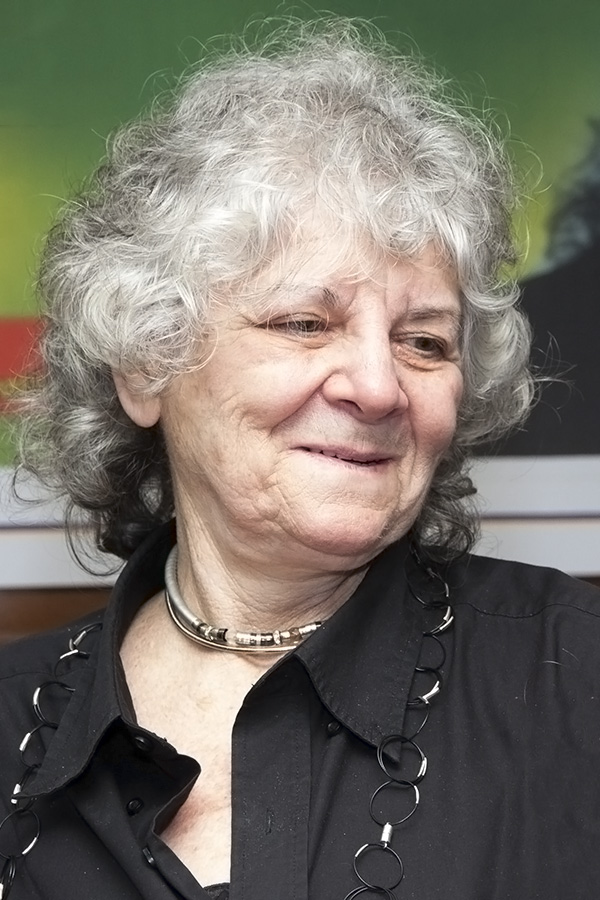
Ada E. Yonath (* 1939)

- 1939: Ada Yonath, israelische Strukturbiologin und Kristallographin, Nobelpreisträgerin
- 1940: Ursula Schaeppi, Schweizer Schauspielerin und Komikerin
- 1941: Raschid al-Ghannuschi, tunesischer Politiker
- 1941: Ed Bradley, US-amerikanischer Journalist
- 1941: Sissy Löwinger, österreichische Schauspielerin
- 1942: Julie Corman, US-amerikanische Filmproduzentin
- 1942: Eddie Prévost, britischer Improvisations-Schlagzeuger

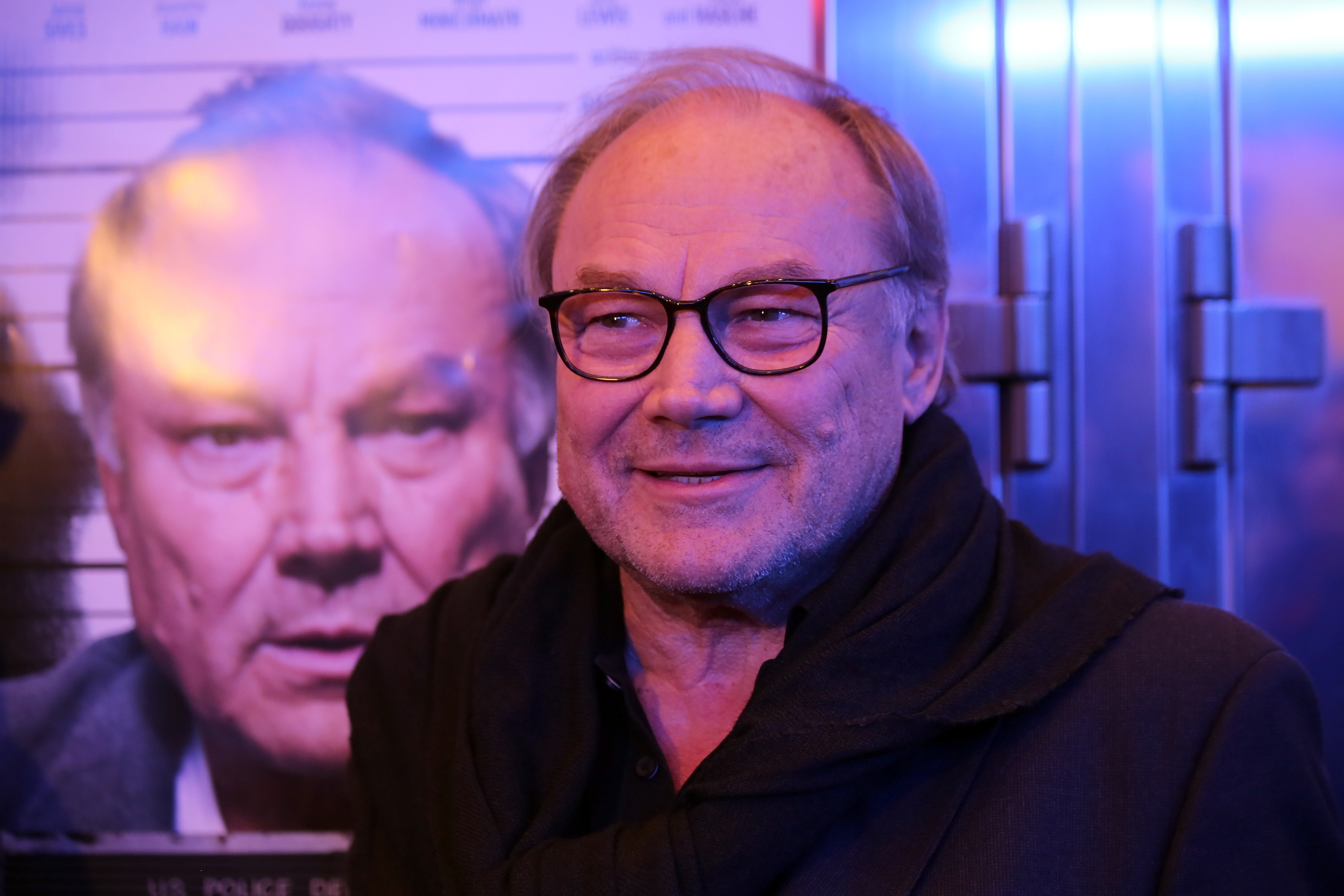
Klaus Maria Brandauer (* 1943)

- 1943: Klaus Maria Brandauer, österreichischer Schauspieler und Regisseur
- 1943: Simo Lampinen, finnischer Rallyefahrer
- 1943: Heinz Martin, deutscher Automobilrennfahrer
- 1943: Lachie Stewart, britischer Langstreckenläufer
- 1944: Peter Asher, englischer Gitarrist, Sänger, Musikmanager und -produzent
- 1944: Helmut Dietl, deutscher Filmregisseur und Drehbuchautor
- 1944: Volker Koepp, deutscher Dokumentarfilmer
- 1944: Michael Schneider, deutscher Historiker und Politikwissenschaftler
- 1945: Rainer Brüderle, deutscher Politiker, MdB und Wirtschaftsminister
- 1945: Reiner Ganschow, deutscher Handballtrainer und -spieler
- 1946: Eliades Ochoa, kubanischer Gitarrist und Sänger
- 1946: Józef Oleksy, polnischer Politiker
- 1946: Wolfram Siemann, deutscher Historiker
- 1947: Octavia E. Butler, US-amerikanische Science-Fiction-Autorin
- 1947: Claudette Charbonneau-Tissot, kanadischen Schriftstellerin
- 1947: Alain Couderc, französischer Automobilrennfahrer
- 1947: Howard Kaylan, US-amerikanischer Sänger
- 1947: Frieder Bernius, deutscher Dirigent
- 1948: Todd Rundgren, US-amerikanischer Musiker, Sänger und Songschreiber
- 1949: Pierre Amoyal, französischer Violinist und Dirigent

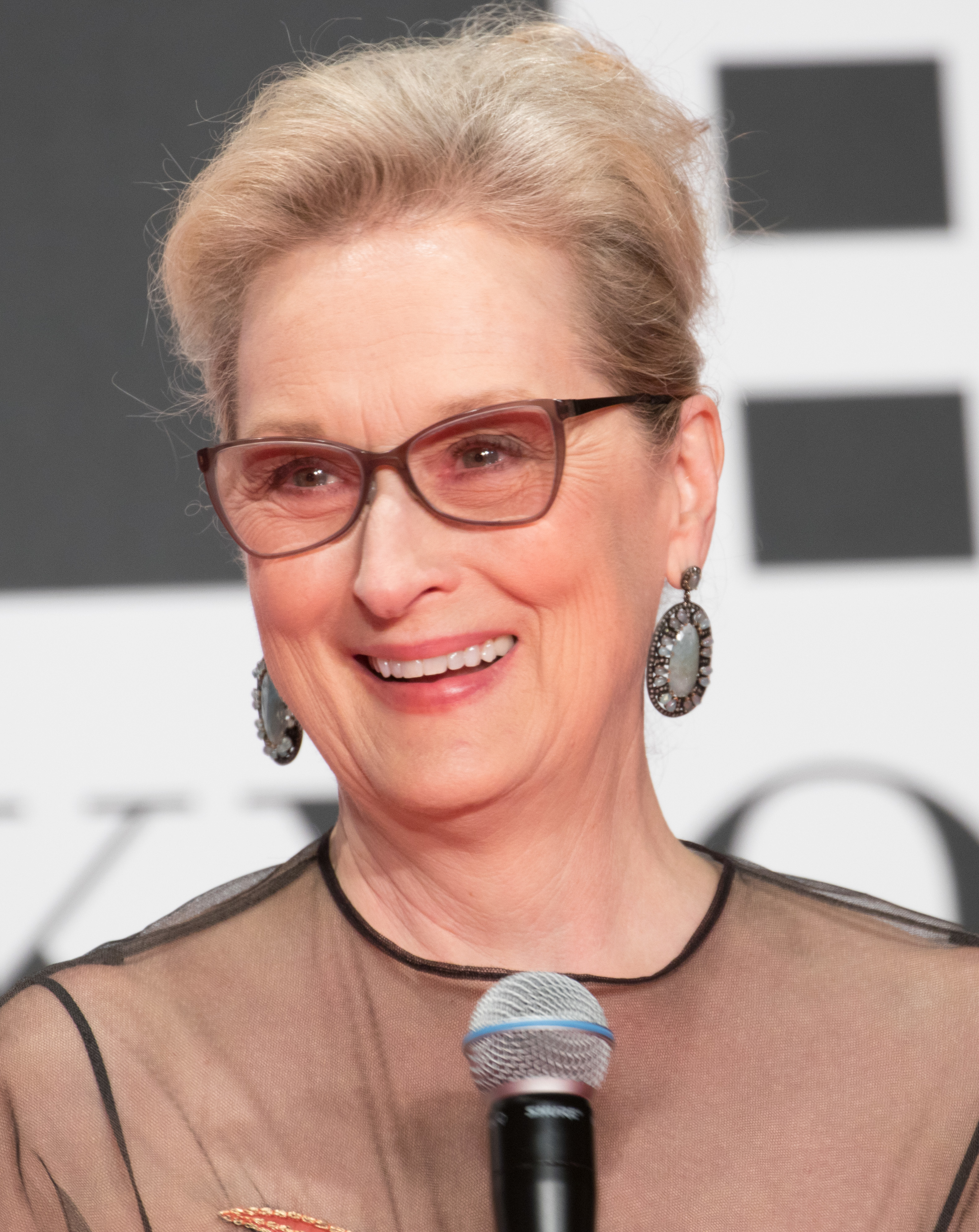
Meryl Streep (* 1949)

- 1949: Meryl Streep, US-amerikanische Schauspielerin
- 1949: Peter Gauweiler, deutscher Politiker, MdB
- 1950: Zenonas Petrauskas, litauischer Völkerrechtler und Politiker

#### 1951–1975
- 1951: Elvira Bach, deutsche Künstlerin, Vertreterin der Jungen Wilden
- 1951: Hildegard Fässler, Schweizer Politikerin
- 1951: Therese Frösch, Schweizer Politikerin
- 1951: Karlheinz Stöhr, deutscher Jurist
- 1952: Matti Alahuhta, finnischer Manager
- 1952: Graham Greene, kanadischer Schauspieler
- 1953: František Kališ, tschechoslowakischer Radsportler

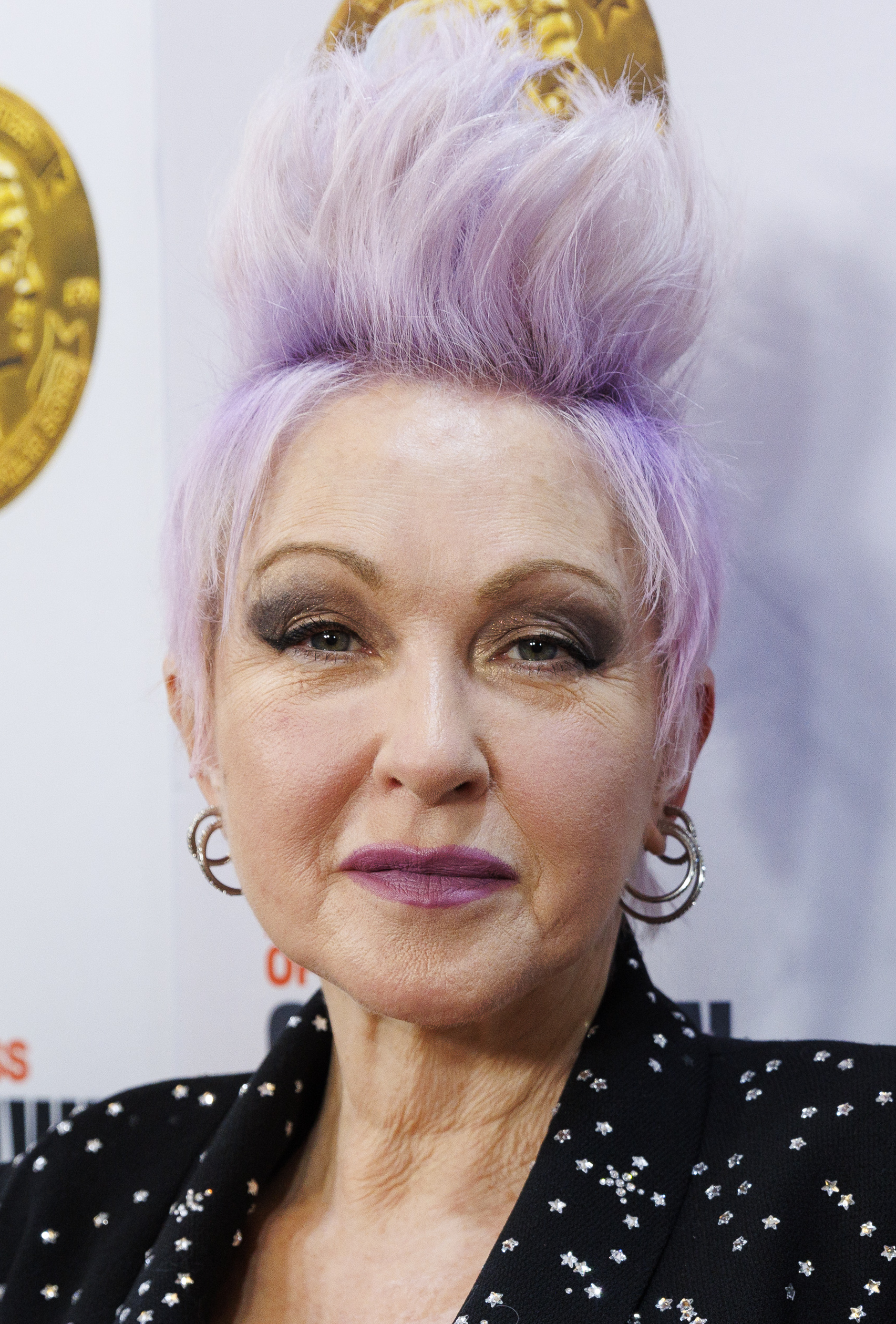
Cyndi Lauper (* 1953)

- 1953: Cyndi Lauper, US-amerikanische Sängerin und Songschreiberin
- 1954: Wolfgang Becker, deutscher Regisseur
- 1955: Mark Galvin, irischer Automobilrennfahrer
- 1956: Alfons De Wolf, belgischer Radrennfahrer
- 1956: Derek Forbes, britischer Bassist
- 1956: Tim Russ, US-amerikanischer Schauspieler
- 1957: Nahid Bagheri-Goldschmied, österreichische Schriftstellerin iranischer Herkunft
- 1957: Arkadi Ghukassjan, armenischer Politiker, Minister und Präsident von Bergkarabach
- 1957: Ron Haslam, britischer Motorradrennfahrer
- 1958: Bruce Campbell, US-amerikanischer Schauspieler
- 1959: Nicola Sirkis, französischer Musiker
- 1959: Stéphane Sirkis, französischer Musiker

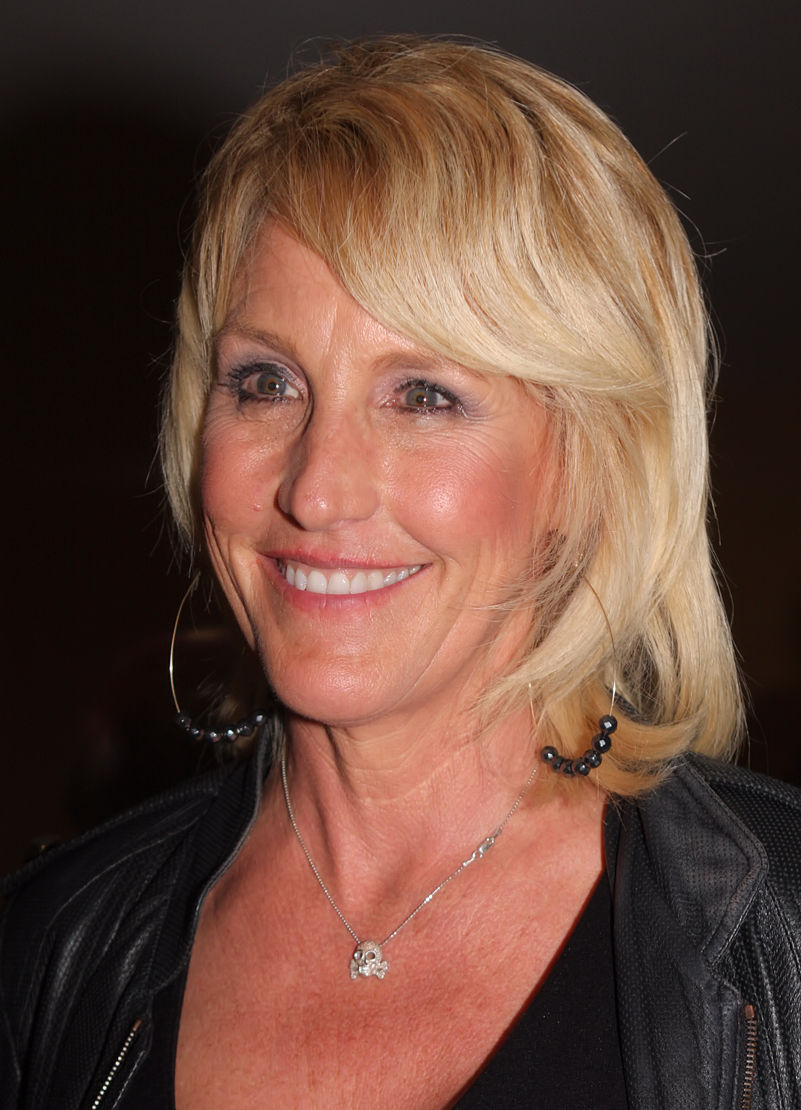
Erin Brockovich (* 1960)

- 1960: Erin Brockovich, US-amerikanische Rechtsanwaltsgehilfin
- 1960: Margrit Klinger, deutsche Leichtathletin
- 1961: Patrice Lafargue, französischer Automobilrennfahrer und Unternehmer
- 1961: Jimmy Somerville, britischer Musiker
- 1962: Jean Arcelin, französisch-schweizerischer Maler

- 1962: Campino, deutscher Sänger

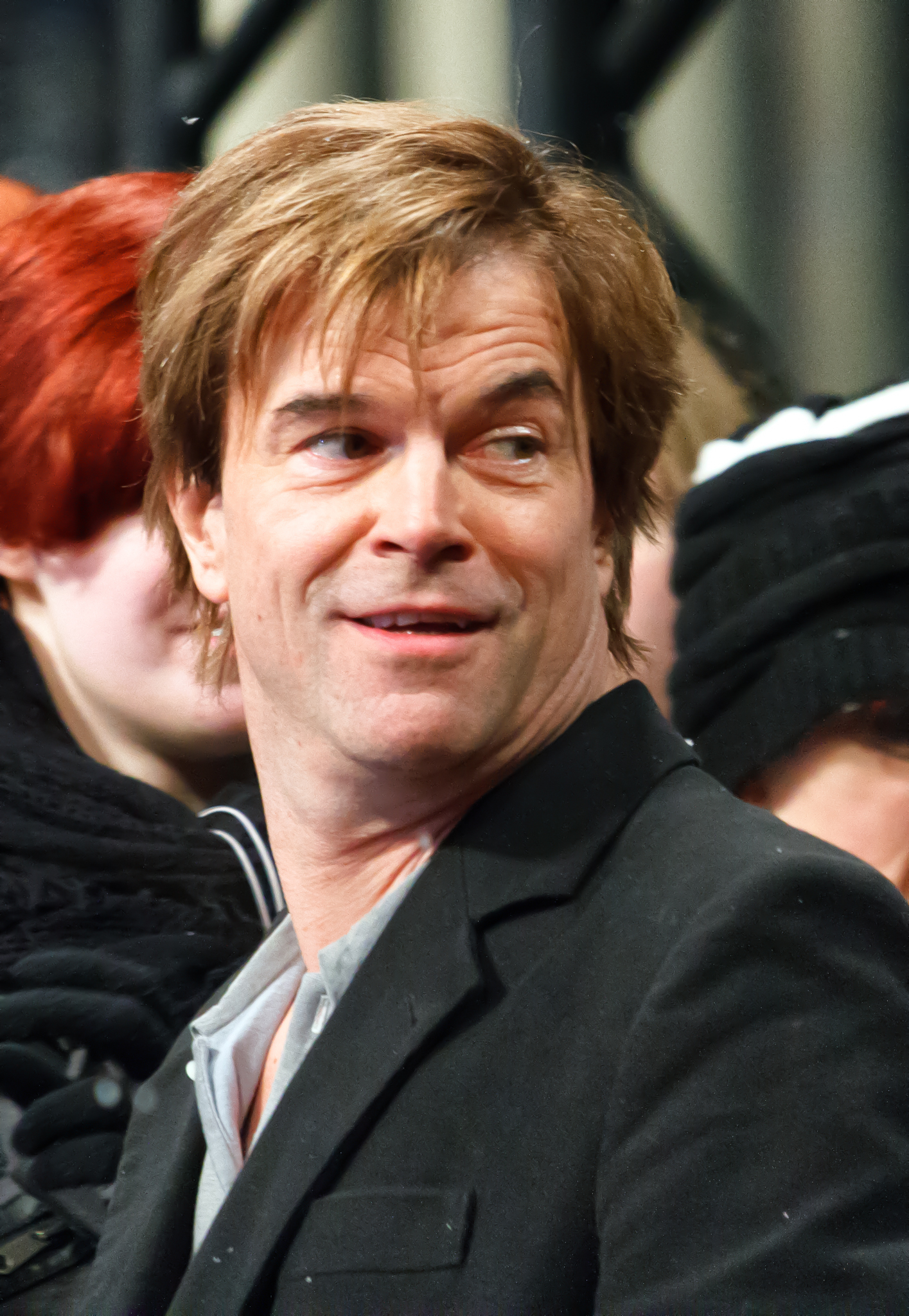
Campino (* 1962)

- 1962: Clyde Drexler, US-amerikanischer Basketballspieler
- 1962: Dudley Stokes, jamaikanischer Bobfahrer
- 1963: Benedikt Friemert, deutscher Generalarzt des Heeres der Bundeswehr
- 1963: Antje Kempe, deutsche Leichtathletin
- 1964: Amy Brenneman, US-amerikanische Schauspielerin
- 1964: Dan Brown, US-amerikanischer Schriftsteller
- 1964: Markus Burger, österreichischer Handballtrainer
- 1964: Tommy Cunningham, britischer Schlagzeuger und Sänger
- 1964: Hans-Christian Herrmann, deutscher Historiker und Archivar
- 1964: Paterson Joseph, britischer Schauspieler
- 1964: Miroslav Kadlec, tschechischer Fußballspieler
- 1964: Henrik Mestad, norwegischer Schauspieler
- 1964: Markus Prock, österreichischer Rennrodler
- 1964: Christoph Quarch, deutscher Philosoph, Autor und Publizist
- 1964: Ulrike Sarvari, deutsche Leichtathletin
- 1964: Curt O. Schaller, deutscher Kameramann, Steadicam Operator und Fotograf
- 1964: Henrik Svarrer, dänischer Badmintonspieler
- 1965: Bernhard Loibner, österreichischer Komponist, Musiker und Medienkünstler
- 1965: Rico Rossi, italo-kanadischer Eishockeyspieler und -trainer
- 1966: Bernd Hüttner, deutscher Politikwissenschaftler
- 1966: Emmanuelle Seigner, französische Schauspielerin
- 1966: Dean Woods, australischer Radsportler
- 1967: Sabrina Lange, deutsche Reality-TV-Teilnehmerin
- 1967: Paul Stanton, US-amerikanischer Eishockeyspieler
- 1968: Darrell Armstrong, US-amerikanischer Basketballspieler

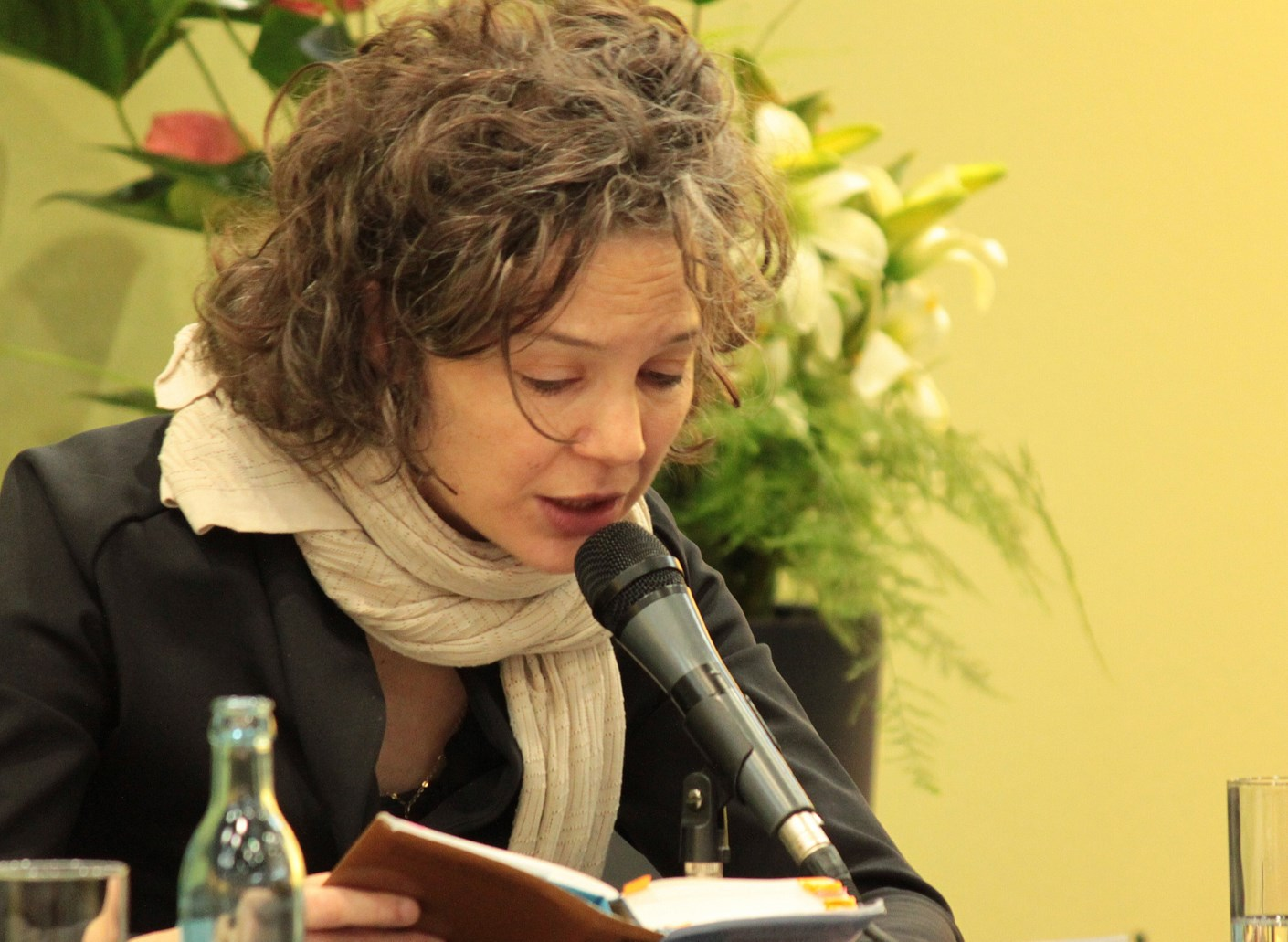
Melinda Nadj Abonji (* 1968)

- 1968: Melinda Nadj Abonji, ungarisch-schweizerische Schriftstellerin, Musikerin und Performerin
- 1968: Katerina Medvedeva, russische Schauspielerin
- 1970: Winfried Gogg, deutscher Handballspieler und -trainer

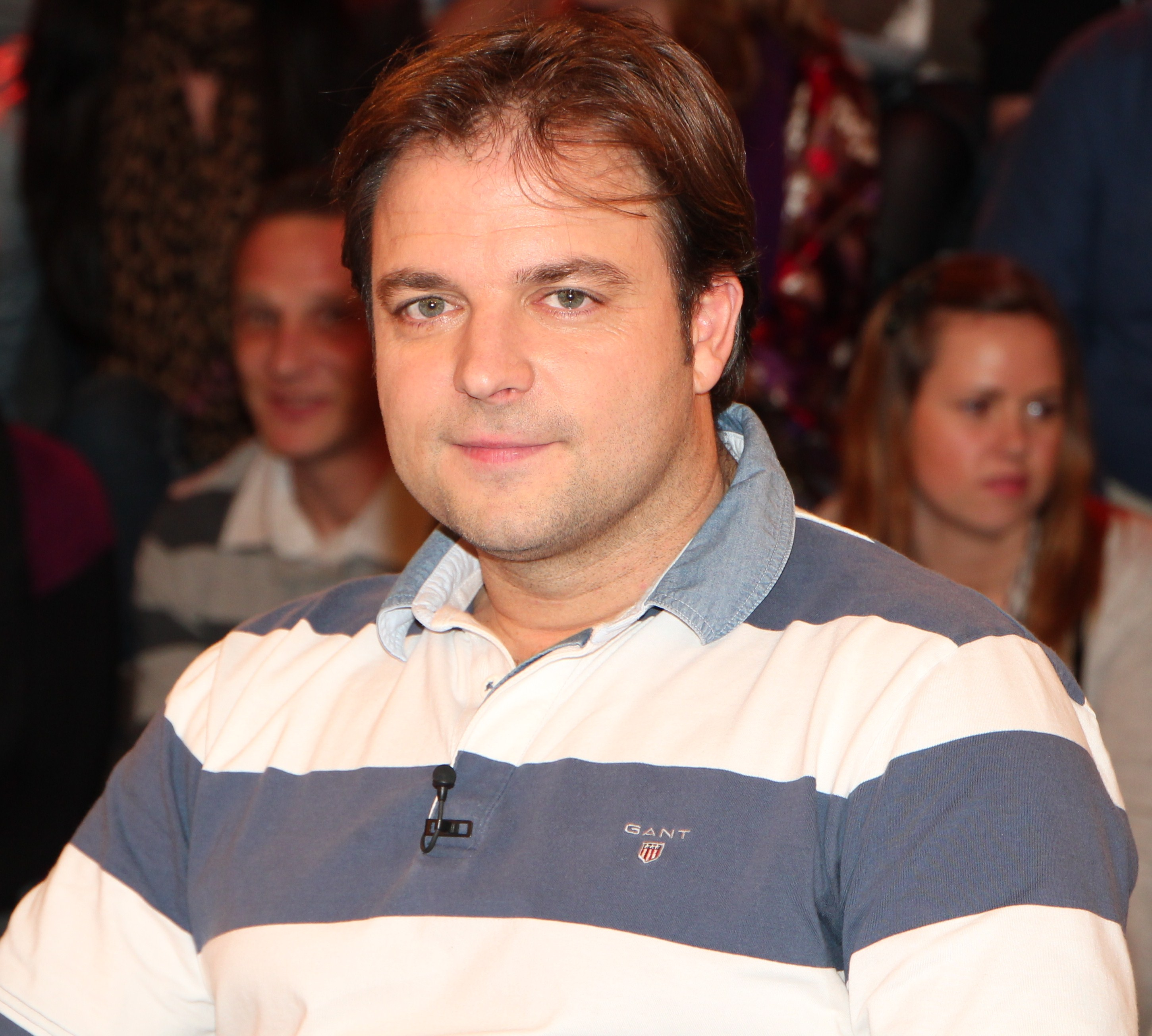
Martin Rütter (* 1970)

- 1970: Martin Rütter, deutscher Tierpsychologe
- 1970: Michael Trucco, US-amerikanischer Schauspieler
- 1971: Kurt Warner, US-amerikanischer American-Football- und Arena-Football-Spieler
- 1972: Zakaria Asidah, dänischer Taekwondoin
- 1972: Jeroen van der Boom, niederländischer Showmaster und Sänger
- 1972: Michael Wendler, deutscher Schlagersänger und -komponist
- 1973: Craig Alexander, australischer Triathlet
- 1973: Marcin Dorociński, polnischer Schauspieler
- 1973: Sonya Kraus, deutsche Fernsehmoderatorin
- 1974: Ruslan Alexejewitsch Adschindschal, russisch-abchasischer Fußballspieler
- 1974: Dennis Andersen, dänischer Automobilrennfahrer
- 1974: Jo Cox, britische Politikerin
- 1974: Donald Faison, US-amerikanischer Schauspieler, Komponist und Rettungsschwimmer
- 1974: Alicia Goranson, US-amerikanische Schauspielerin
- 1975: Felix Herzogenrath, deutscher Filmregisseur
- 1975: Keiichirō Hirano, japanischer Schriftsteller
- 1975: Andreas Klöden, deutscher Radrennfahrer
- 1975: Antoine Monot, deutsch-schweizerischer Schauspieler und Filmproduzent

#### 1976–2000
- 1976: Joana Prado, brasilianisches Model

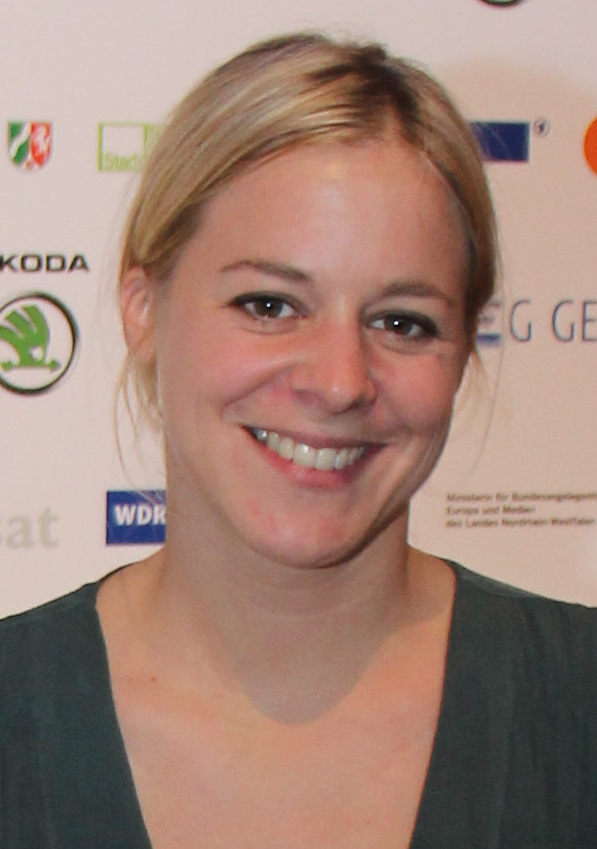
Bernadette Heerwagen (* 1977)

- 1977: Bernadette Heerwagen, deutsche Schauspielerin
- 1977: Denis Moschitto, deutscher Schauspieler
- 1977: Jewgeni Jurjewitsch Najer, russischer Schachspieler
- 1978: Pedro Taborda, portugiesischer Fußballspieler
- 1978: Dan Wheldon, britischer Automobilrennfahrer
- 1979: Thomas Voeckler, französischer Radprofi
- 1980: Davy Arnaud, US-amerikanischer Fußballspieler
- 1980: Stephanie Jacobsen, australische Schauspielerin
- 1981: Mathias Abel, deutscher Fußballspieler
- 1981: Val Hillebrand, belgischer Automobilrennfahrer
- 1981: Isabell Polak, deutsche Schauspielerin
- 1982: Soraia Chaves, portugiesisches Model und Schauspielerin
- 1982: Mati Diop, französische Regisseurin, Drehbuchautorin, Kamerafrau und Schauspielerin

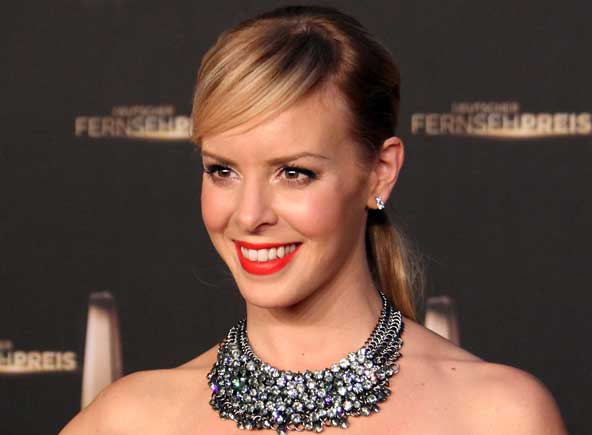
Isabel Edvardsson (* 1982)

- 1982: Isabel Edvardsson, schwedische Tänzerin, mehrfache deutsche Meisterin
- 1984: Luciano van den Berg, niederländischer Fußballspieler
- 1984: Janko Tipsarević, serbischer Tennisspieler
- 1986: Dwayne Anderson, US-amerikanischer Basketballspieler
- 1986: Josh., bürgerlich Johannes Sumpich, österreichischer Musiker
- 1986: Ramin Ott, US-amerikanisch-samoanischer Fußballspieler
- 1987: Adli Lachheb, tunesischer Fußballspieler
- 1987: Nikita Rukavytsya, ukrainisch-australischer Fußballspieler
- 1987: Visa Vie, deutsche Moderatorin und Rapperin
- 1988: Torsten Ankert, deutscher Eishockeyspieler
- 1988: Omri Casspi, israelischer Basketballspieler
- 1988: Duarte Costa, portugiesischer Politiker
- 1988: Portia Doubleday, US-amerikanische Schauspielerin
- 1988: Julia E. Lenska, deutsche Schauspielerin und Moderatorin
- 1988: Valentine, deutsche Sängerin
- 1989: Karla Crome, britische Schauspielerin
- 1989: Andreas Mikkelsen, norwegischer Rallyefahrer
- 1990: Jonathan Schmid, französischer Fußballspieler
- 1990: Faruk Vražalić, bosnisch-herzegowinischer Handballspieler
- 1991: Filmore Beck, deutscher Basketballspieler
- 1991: Carlos Huertas, kolumbianischer Automobilrennfahrer
- 1991: Emil Larsen, dänischer Fußballspieler
- 1991: Andrea Micheletti, italienischer Ruderer
- 1992: Mira Elisa Goeres, deutsche Schauspielerin
- 1992: Kodjovi Koussou, deutscher Fußballspieler
- 1992: Alban Sabah, deutscher Fußballspieler
- 1993: Loris Karius, deutscher Fußballspieler
- 1993: Resiuan Muchamedowitsch Mirsow, russischer Fußballspieler
- 1993: Charley Ann Schmutzler, deutsche Schauspielerin
- 1994: Sébastien Haller, französischer Fußballspieler
- 1995: Kasim Adams Nuhu, ghanaischer Fußballspieler
- 1995: Alessio Rovera, italienischer Automobilrennfahrer
- 1996: Rodri, spanischer Fußballspieler
- 1997: Lorenzo Dalla Porta, italienischer Motorradrennfahrer
- 1998: Maximilian Czerwinski, deutscher Dartspieler

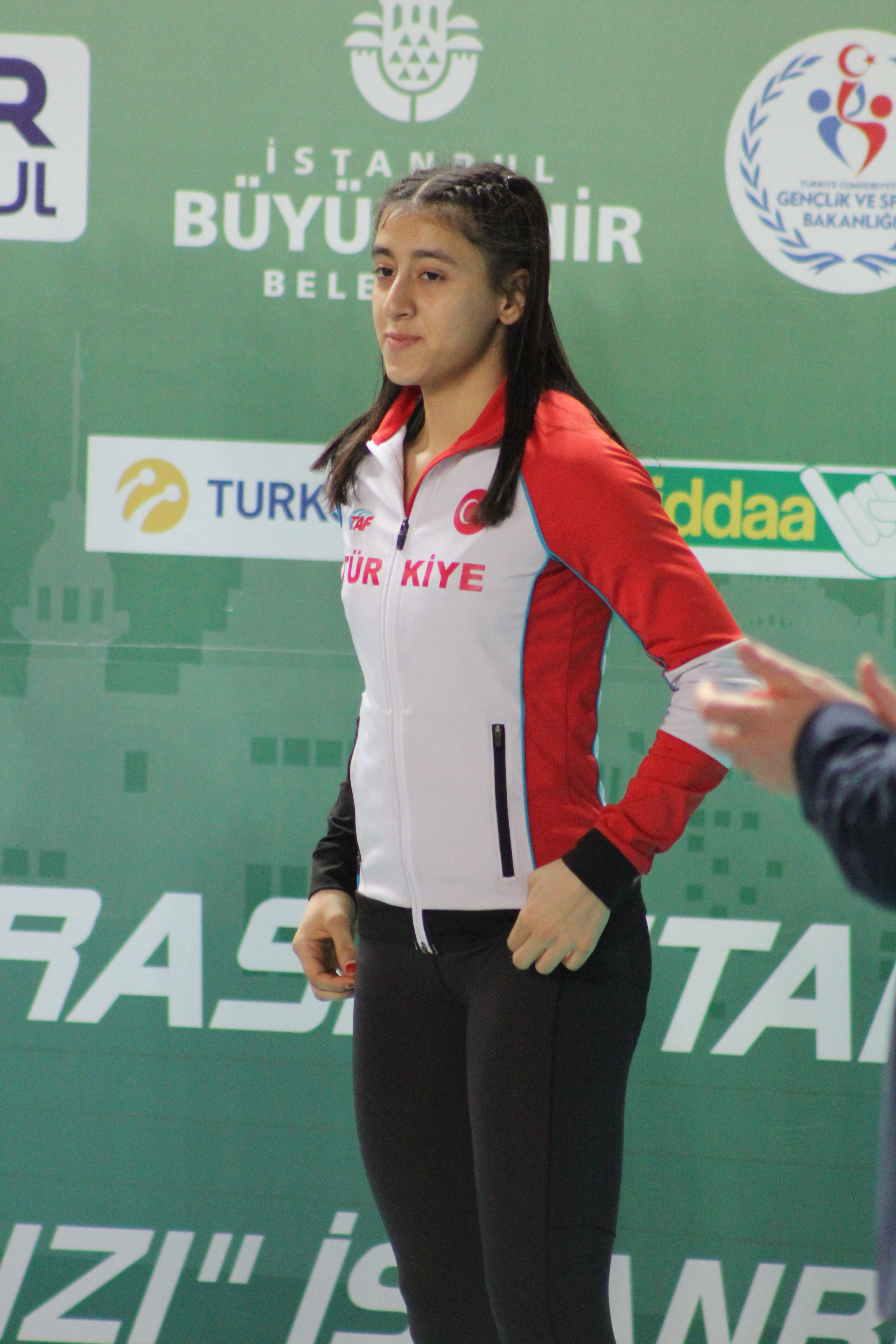
Mizgin Ay (* 2000)

- 2000: Mizgin Ay, türkische Sprinterin
- 2000: Åsne Skrede, norwegische Biathletin

### 21. Jahrhundert
- 2006: Misugu Okamoto, japanische Skateboarderin
- 2009: Finnlay Berger, deutscher Schauspieler

## Gestorben

### Vor dem 18. Jahrhundert
- 0431: Paulinus von Nola, Bischof und Heiliger
- 0866: Emenon, Graf von Poitou und Angoulême
- 1051: Theoderich, Bischof von Konstanz
- 1101: Roger I., Graf von Sizilien und jüngster Sohn von Tankred von Hauteville
- 1102: Albert III., Graf von Namur, Vogt von Saint Aubian, Stablo und Malmedy
- 1125: Lambert de Saint-Bertin, französischer Benediktiner und Gelehrter
- 1164: Eberhard von Biburg, Benediktinerabt und Erzbischof

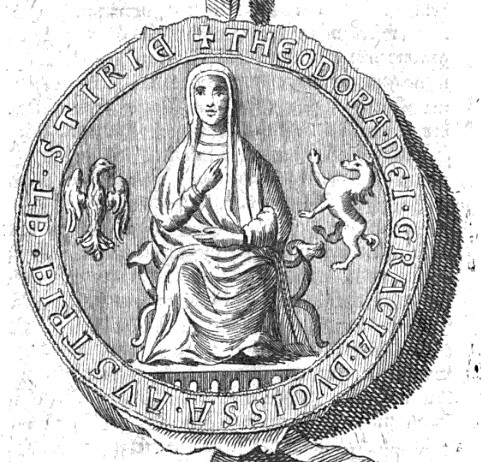
† Theodora Angelina (1246)

- 1246: Theodora Angela, Prinzessin von Byzanz, Herzogin von Österreich und Steiermark, Zisterzienserin im Stift Lilienfeld

- 1276: Innozenz V., Papst

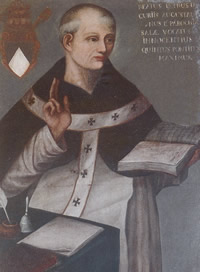
Innozenz V. († 1276)

- 1333: Friedrich II., Markgraf von Baden
- 1389: Giovanni de Dondi, italienischer Gelehrter und Hochschullehrer
- 1429: Dschamschid Masʿud al-Kaschi, persischer Arzt, Mathematiker und Astronom
- 1476: Johann von Luxemburg, Graf von Marle und Soissons und burgundischer Truppenführer
- 1500: Juan de Borja Llançol de Romaní, Bischof von Melfi und Erzbischof von Capua, Apostolischer Administrator des Erzbistums Valencia
- 1501: Ulrich Kreidweiß, Priester und Generalvikar in Köln
- 1504: Johann II., Herzog von Sagan und Söldnerführer des Deutschen Ordens
- 1521: Leonardo Loredan, 75. Doge von Venedig
- 1528: William Carey, englischer Höfling
- 1535: John Fisher, englischer Geistlicher
- 1538: Botho zu Stolberg, Herr zu Wernigerode und Regent über die Grafschaft Stolberg, die Grafschaft Wernigerode und die Grafschaft Hohnstein
- 1553: Girolamo Marini, italienischer Architekt und Militäringenieur
- 1569: Melchior Acontius, deutscher Humanist und Lyriker
- 1585: Simon Sulzer, Schweizer reformierter Theologe und Reformator
- 1600: Samuel Fischer, deutscher Theologe
- 1627: François de Montmorency-Bouteville, französischer Adliger

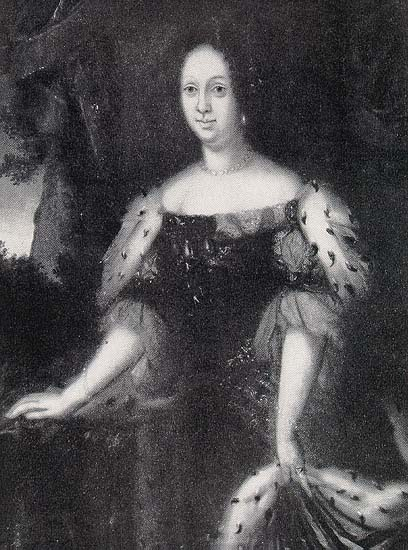
Erdmuthe Sophie von Sachsen († 1670)

- 1670: Erdmuthe Sophie von Sachsen, Markgräfin von Brandenburg-Bayreuth, Kirchenlieddichterin, Schriftstellerin und Historikerin
- 1687: Heinrich Herbst der Ältere, deutscher Orgelbauer
- 1699: Josiah Child, englischer Kaufmann, Ökonom und Merkantilist
- 1700: Placidus von Droste, Fürstabt von Fulda

### 18. Jahrhundert
- 1706: Johann Jacob Baur, Bürgermeister von Tübingen
- 1714: Matthew Henry, britischer Pfarrer und Bibelkommentator
- 1719: Heneage Finch, 1. Earl of Aylesford, britischer Adeliger und Politiker
- 1722: Maria Landini, italienische Opernsängerin
- 1724: Johann Theile, deutscher Komponist, Musikpädagoge und Kapellmeister

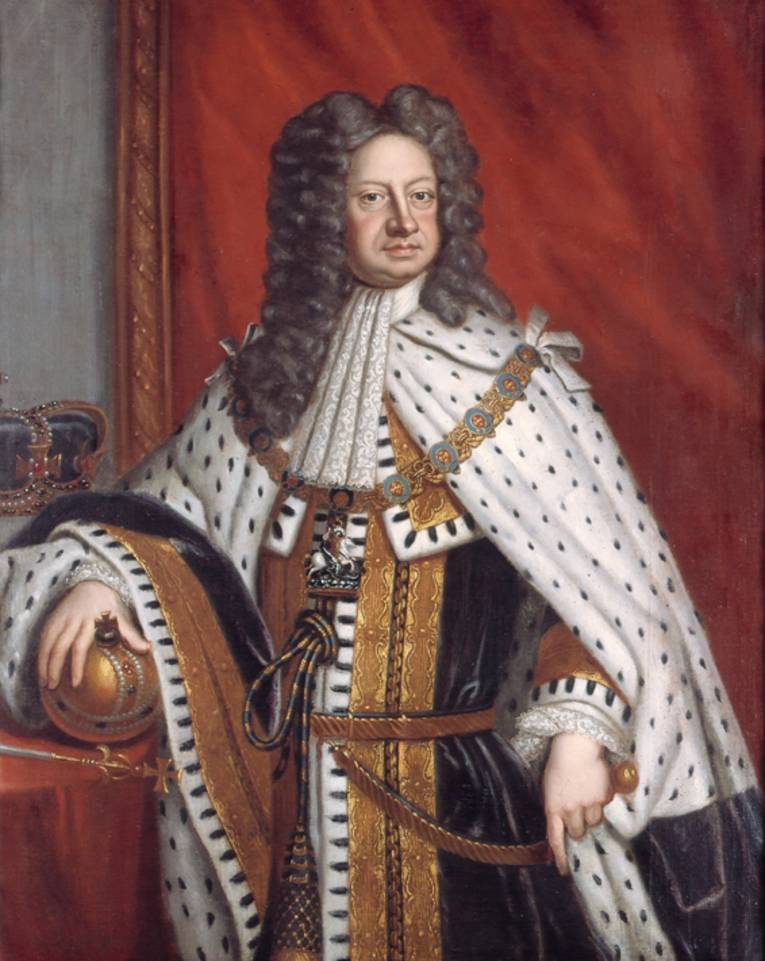
Georg I. († 1727)

- 1727: Georg I., Kurfürst von Hannover und König von Großbritannien
- 1727: Andreas Reinecke, deutscher Orgelbauer
- 1735: Pirro Albergati, italienischer Komponist
- 1737: Johann Georg Achbauer der Jüngere, böhmischer Baumeister des Barock
- 1754: Nicolas Siret, französischer Komponist, Organist und Cembalist
- 1756: Hans Jacob Rietmann, Bürgermeister von St. Gallen (Schweiz)
- 1759: Louis de Cahusac, französischer Dramatiker und Librettist, Mitarbeiter an der Encyclopédie
- 1762: Dorothea Christina von Aichelberg, deutsche Adelige
- 1763: Jean-Pierre de Bougainville, französischer Althistoriker
- 1767: Giuseppe Zocchi, italienischer Maler, Zeichner und Kupferstecher
- 1777: Johann Joseph Christian, deutscher Bildhauer und Holzschnitzer
- 1786: Joseph Xaver von Richterich, deutscher Schöffe und Bürgermeister der Reichsstadt Aachen
- 1788: Jan Tesánek, tschechischer Gelehrter und Autor wissenschaftlicher Literatur

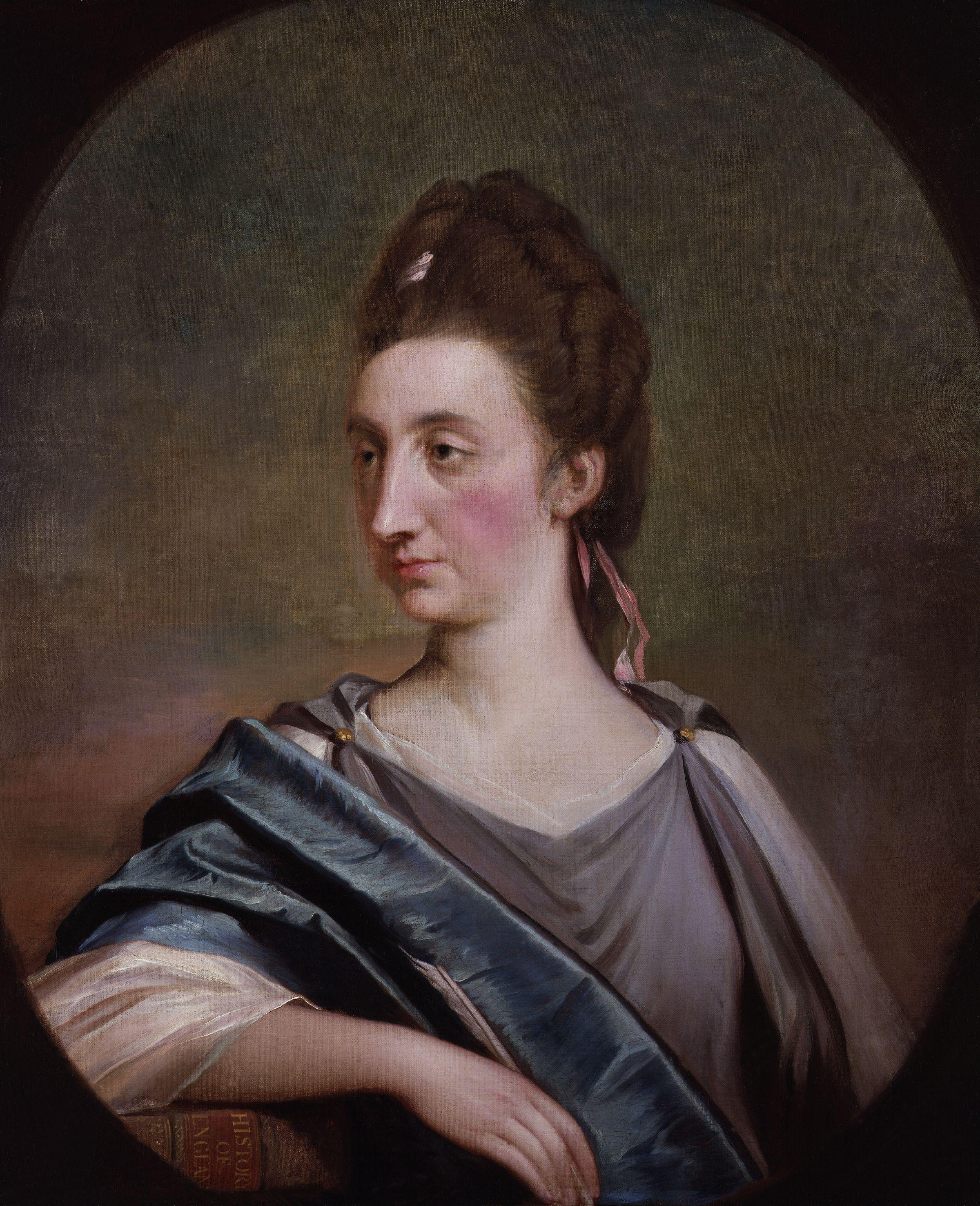
Catherine Macaulay († 1791)

- 1791: Catherine Macaulay, englische Historikerin, Frauenrechtlerin und republikanische Schriftstellerin
- 1797: Justus Christian Ludwig von Schellwitz, deutscher Rechtswissenschaftler
- 1800: Johann Balthasar Hundeshagen, deutscher Jurist und Historiker

### 19. Jahrhundert
- 1802: Susette Gontard, große Liebe des Dichters Friedrich Hölderlin
- 1803: Wilhelm Heinse, deutscher Dichter
- 1812: Richard Kirwan, irischer Jurist und Chemiker

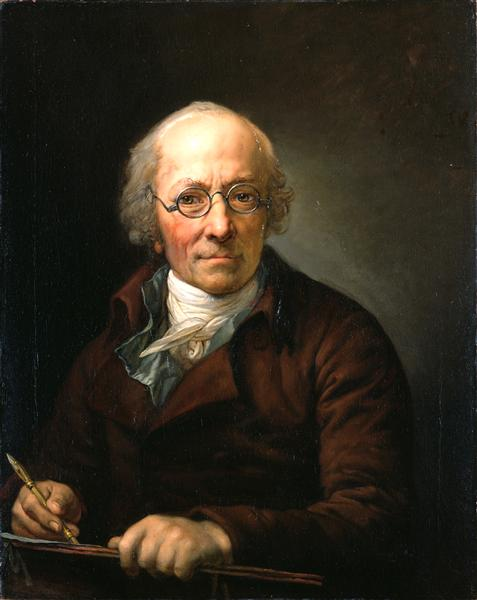
Anton Graff († 1813)

- 1813: Anton Graff, deutscher Porträtmaler
- 1826: Karl Friedrich von Jariges, deutscher Jurist, Schriftsteller und Übersetzer
- 1827: Fidel André, deutscher Politiker
- 1839: Major Ridge, Krieger und Häuptling der Cherokee
- 1859: Cornelis Adriaan Bergsma, niederländischer Chemiker, Botaniker und Agrarwissenschaftler
- 1874: Howard Staunton, britischer Schachspieler, Schachjournalist und Shakespeare-Forscher
- 1878: Emmanuel Ludwig von Fellenberg, Schweizer evangelischer Geistlicher
- 1881: Coronado Chávez, Präsident von Honduras
- 1885: Muhammad Ahmad, islamisch-politischer Führer, Anführer des Mahdi-Aufstandes im Sudan

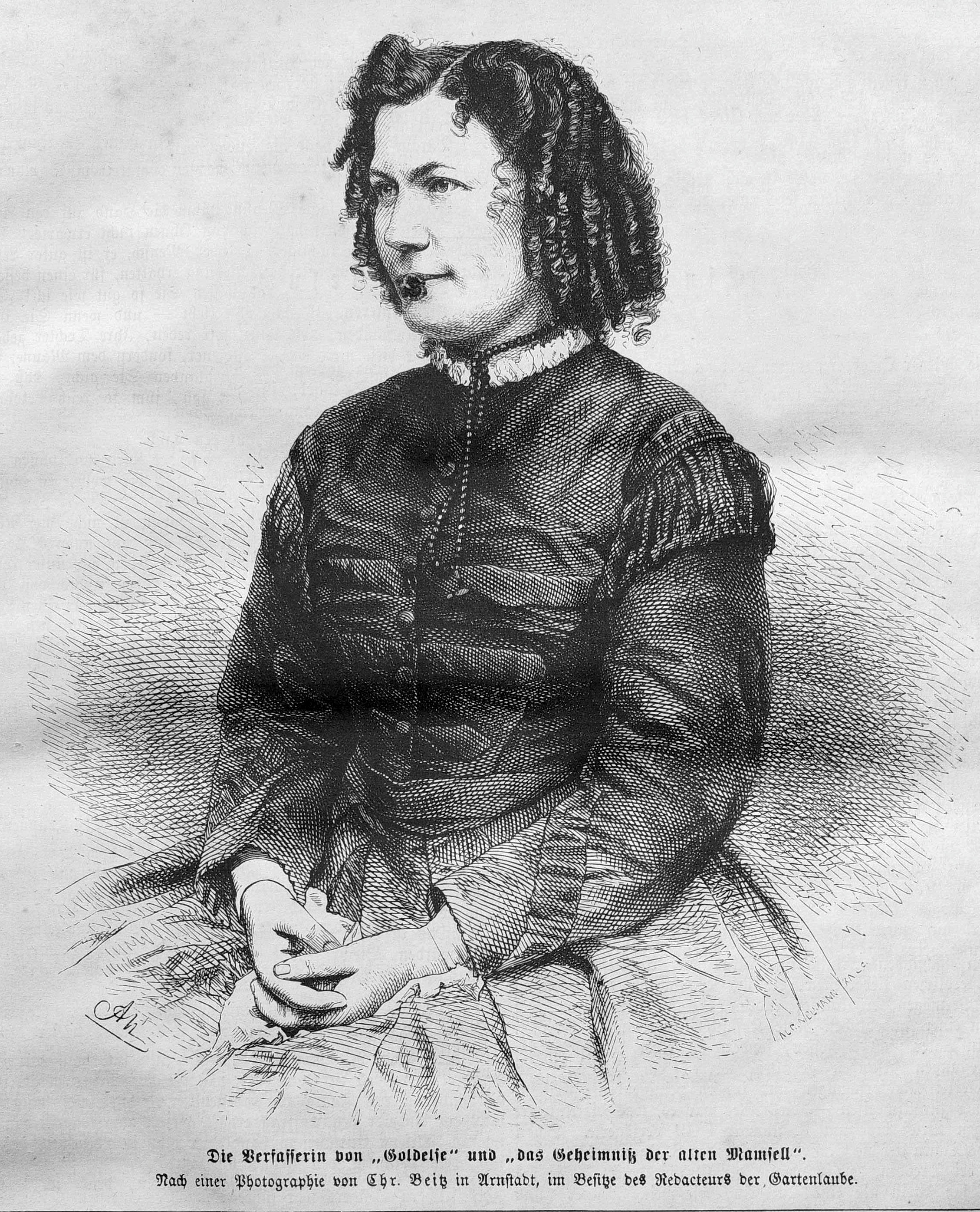
E. Marlitt († 1887)

- 1887: E. Marlitt, deutsche Schriftstellerin
- 1888: Franz Napoleon Heigel, französisch-deutscher Maler
- 1888: Edmund Neupert, norwegischer Pianist, Komponist und Musikpädagoge
- 1896: Benjamin Bristow, US-amerikanischer Politiker
- 1897: Friedrich Herman Semmig, deutscher Schriftsteller und Philosoph
- 1898: Carl Julius Frühauf, deutscher Professor und Mitglied des deutschen Reichstags
- 1898: Gottlieb Ziegler, Schweizer reformierter Geistlicher und Politiker

### 20. Jahrhundert

#### 1901–1950

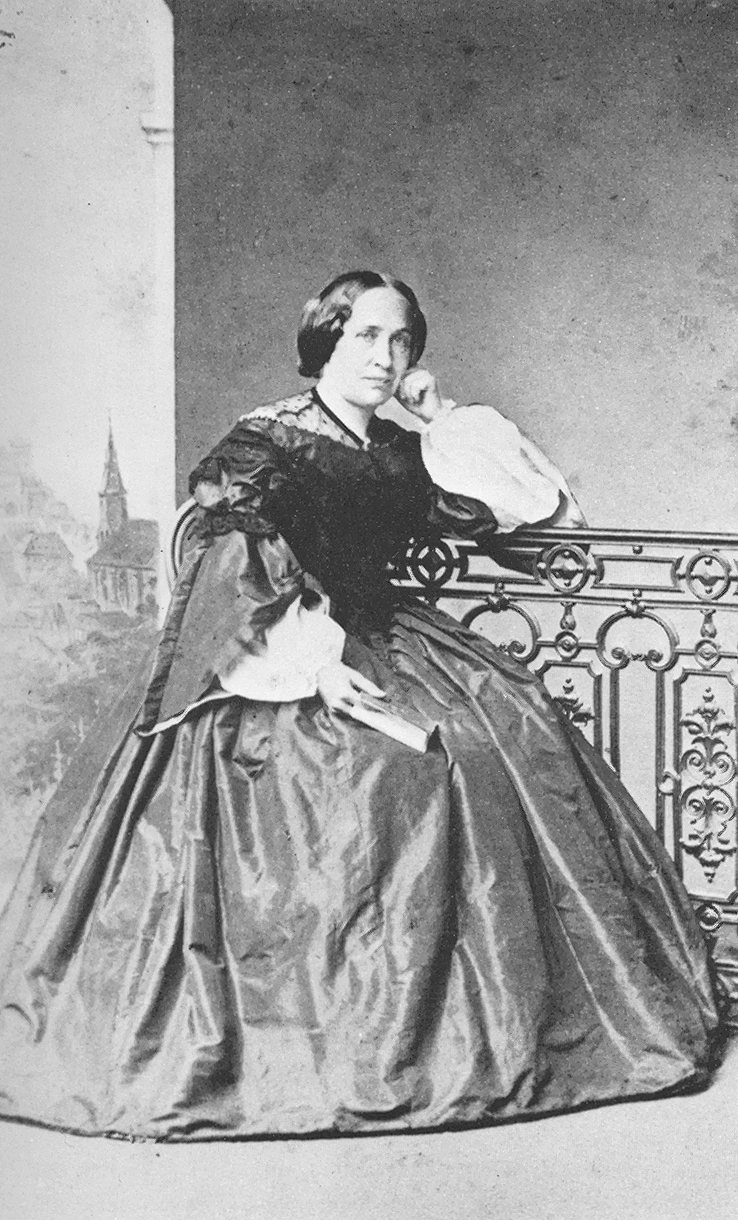
Mathilde Weber († 1901)

- 1901: Mathilde Weber, deutsche Frauenrechtlerin und Sozialarbeiterin
- 1905: Francis Lubbock, US-amerikanischer Politiker, Gouverneur von Texas
- 1907: Heinrich Berchtold, Schweizer Unternehmer und Politiker
- 1908: Theodor von Flondor (auch Tudor Flondor), ukrainisch-österreichischer Jurist, Dirigent und Komponist moldauischer Herkunft

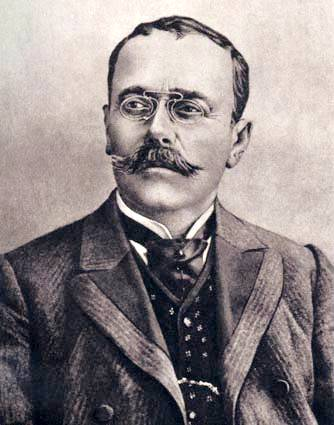
Ion Luca Caragiale († 1912)

- 1912: Ion Luca Caragiale, rumänischer Schriftsteller
- 1913: Anton Hauser, römisch-katholischer Priester und Person der Arbeiterbewegung
- 1917: Walter Kröter, deutscher Schauspieler
- 1918: Franz Eher, deutscher Journalist und antisemitischer Verleger
- 1921: Iwan Abramowitsch Morosow, russischer Kunstsammler
- 1923: Morris Rosenfeld, US-amerikanischer Lyriker
- 1924: Paul Mankiewitz, deutscher Bankier
- 1925: Paul Cazeneuve, kanadischer Schauspieler und Theaterleiter
- 1925: Felix Klein, deutscher Mathematiker
- 1926: Hermann Suter, Schweizer Komponist und Chordirigent
- 1930: Karl von Amira, deutscher Rechtshistoriker
- 1933: Melville Best Anderson, US-amerikanischer Romanist, Italianist und Anglist
- 1933: Tim Birkin, britischer Automobilrennfahrer
- 1934: Friedrich Winkelmann, deutscher Prähistoriker, Archäologe, Streckenkommissar der Reichs-Limeskommission, Gutsbesitzer und Kommunalpolitiker
- 1935: Szymon Askenazy, polnischer Historiker, Diplomat und Politiker
- 1936: Moritz Schlick, deutscher Philosoph
- 1938: Vladimir R. Đorđević, serbischer Musikwissenschaftler und -ethnologe
- 1940: Wladimir Köppen, deutscher Meteorologe, Klimatologe und Botaniker
- 1941: Ludwig Vörg, deutscher Alpinist
- 1942: August Froehlich, deutscher Priester, Widerstandskämpfer gegen das NS-Regime und Märtyrer
- 1950: Kurt Fischer, deutscher Politiker
- 1950: Julio Fonseca, costa-ricanischer Komponist

#### 1951–2000
- 1952: Eugen Abresch, deutscher Unternehmer, Erfinder, Kunstsammler und Politiker
- 1956: José Perotti, chilenischer Maler und Bildhauer

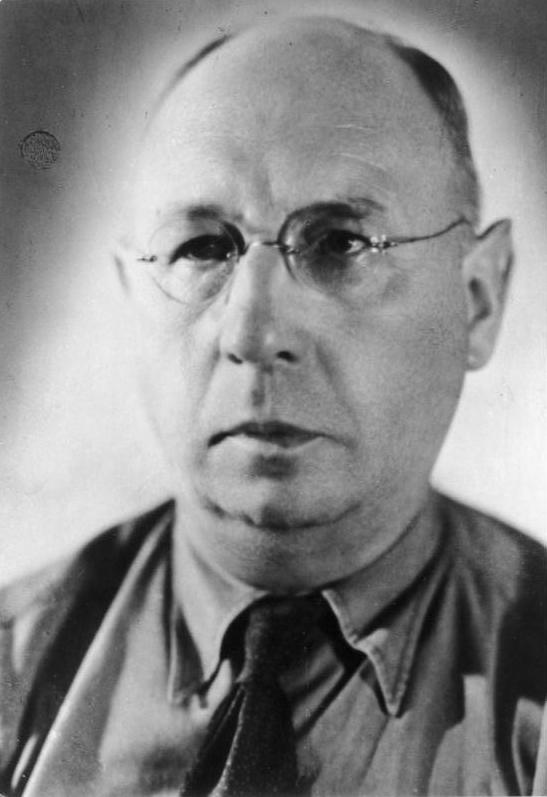
Hermann Brill († 1959)

- 1959: Hermann Brill, deutscher Politiker, Widerstandskämpfer gegen das NS-Regime
- 1965: Joseph Auslander, US-amerikanischer Dichter
- 1965: David O. Selznick, US-amerikanischer Filmproduzent

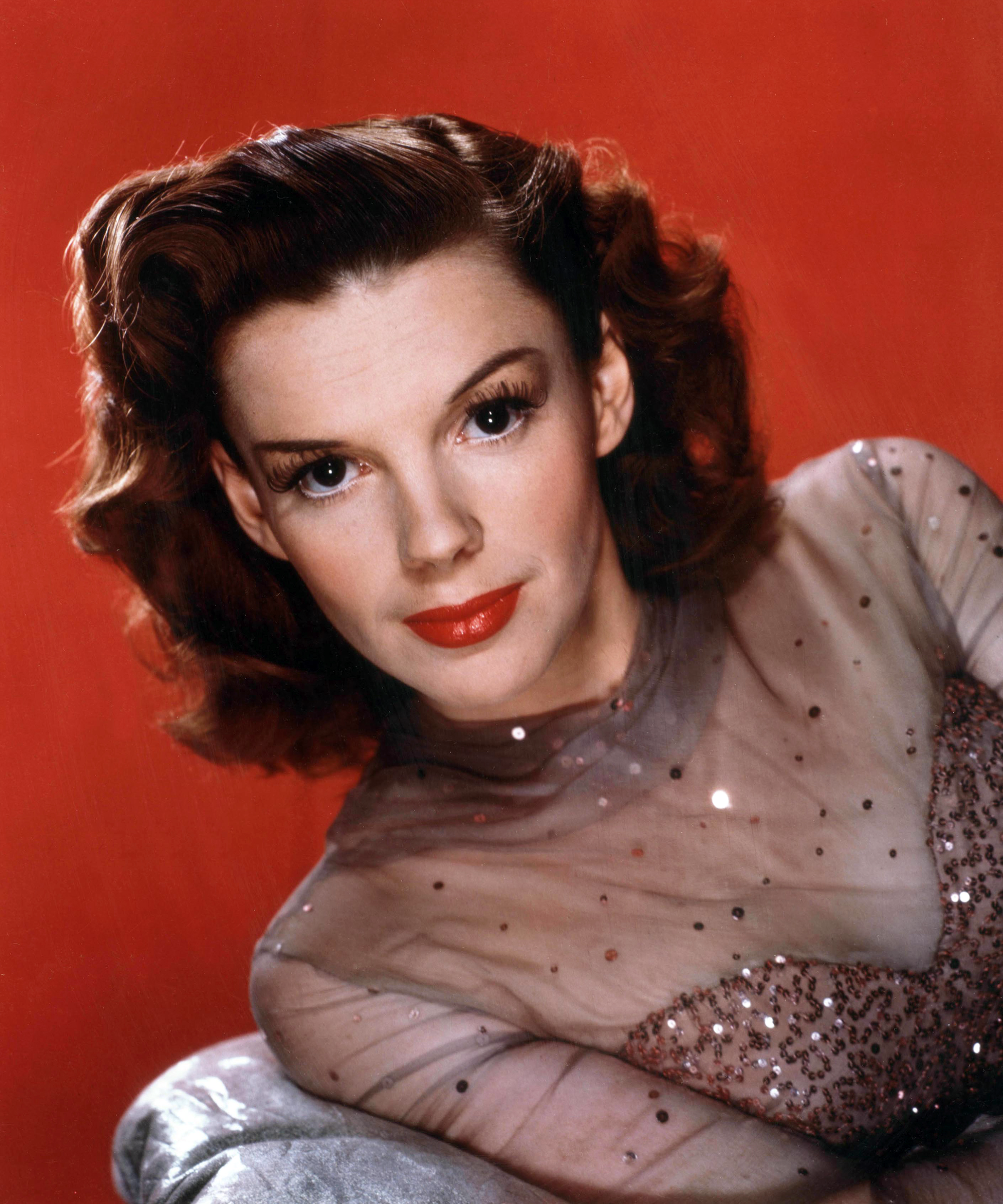
Judy Garland († 1969)

- 1969: Judy Garland, US-amerikanische Filmschauspielerin
- 1969: Mirko Jelusich, österreichischer Schriftsteller
- 1970: William Melville Martin, kanadischer Politiker und Richter

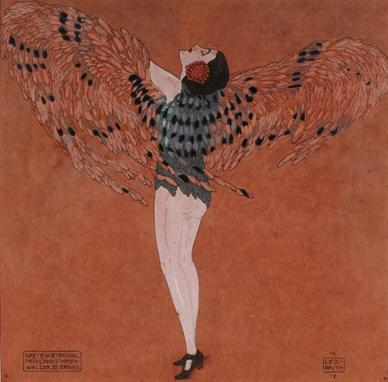
Grete Wiesenthal († 1970)

- 1970: Grete Wiesenthal, österreichische Tänzerin
- 1971: Heinrich Fassbender, deutscher Politiker
- 1972: Elton Britt, US-amerikanischer Country-Musiker
- 1973: Friedl Czepa, österreichische Schauspielerin
- 1973ː Lotte Möller, deutsche Geographin, Hydrographin und Meeresbiologin
- 1974: Darius Milhaud, französischer Komponist
- 1975: Oscar Strock, lettischer Kapellmeister, Komponist, Arrangeur und Pianist
- 1977: Elisabeth Müller, Schweizer Jugendschriftstellerin
- 1977: Paul Oppenheim, deutscher Chemiker, Philosoph, Privatgelehrter und Industrieller
- 1978: Jens Otto Krag, dänischer Politiker
- 1978: Heinz-Günter Stamm, deutscher Schauspieler, Hörspiel- und Theaterregisseur
- 1979: Louis Chiron, monegassischer Automobilrennfahrer
- 1981: Ernst Duschön, deutscher Politiker
- 1981: Walter Glaß, deutscher Nordischer Kombinierer
- 1981: Robert George Howe, britischer Diplomat

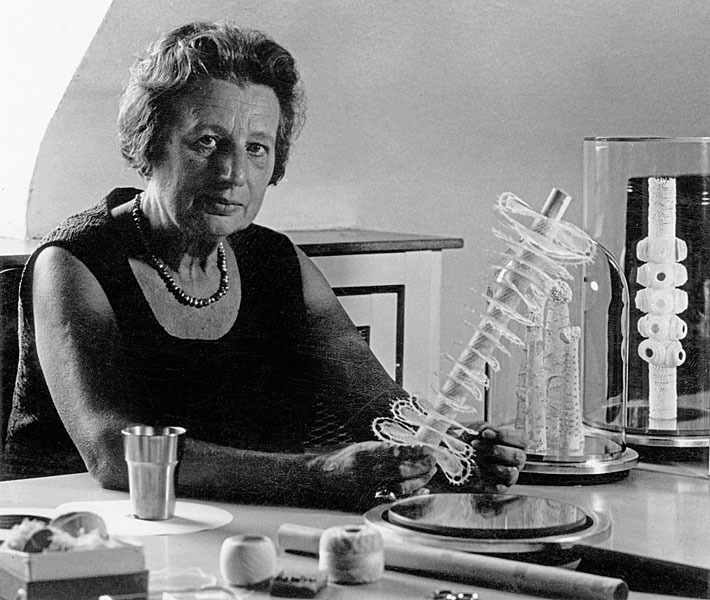
Hanne-Nüte Kämmerer († 1981)

- 1981: Hanne-Nüte Kämmerer, deutsche Textilkünstlerin, Erfinderin des „Hähnchenmuster“
- 1982: Rafael Fortún, kubanischer Leichtathlet
- 1983: David Macdonald, britischer Filmregisseur
- 1983: Otto Reckstat, deutscher Industriearbeiter und Gewerkschaftsfunktionär
- 1984: Gerhard Frommel, deutscher Komponist und Musikpädagoge
- 1984: Joseph Losey, US-amerikanischer Regisseur
- 1987: Fred Astaire, US-amerikanischer Tänzer, Sänger und Schauspieler
- 1988: Burrill Phillips, US-amerikanischer Komponist und Musikpädagoge
- 1989: Henri Sauguet, französischer Komponist
- 1990: Ilja Michailowitsch Frank, russischer Physiker, Nobelpreisträger
- 1992: Peter Müller, deutscher Boxer
- 1993: Walter Ableiter, deutscher Politiker

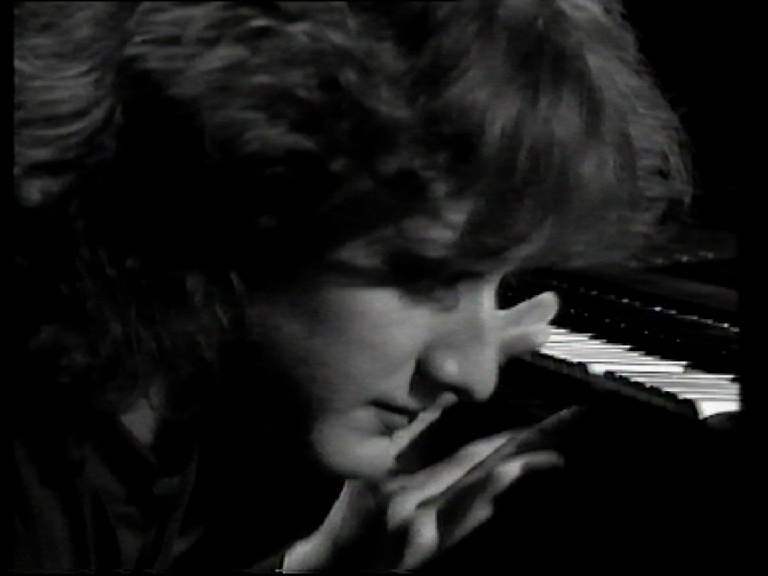
Marek Brezovský († 1994)

- 1994: Marek Brezovský, slowakischer Komponist, Pianist, Sänger und Texter
- 1994: Jack Davies, britischer Drehbuch- und Buchautor
- 1994: Ludwig Mecklinger, Minister für Gesundheitswesen in der DDR
- 1995: Yves Kardinal Congar, französischer Ordensgeistlicher, Theologe und Kardinal
- 1996: Terrel Bell, US-amerikanischer Politiker

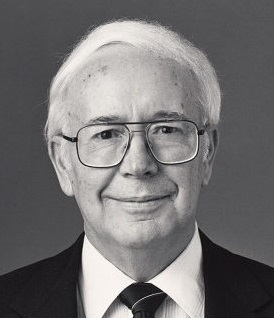
Terrel Bell († 1996)

- 1996: Edmund Heinen, deutscher Hochschullehrer
- 1997: Hans Hausmann, Schweizer Schauspieler, Regisseur, Übersetzer und Hörspielautor
- 1998: Klaus Piontek, deutscher Schauspieler
- 1999: Luboš Fišer, tschechischer Komponist
- 1999: Guy Tunmer, südafrikanischer Automobilrennfahrer

### 21. Jahrhundert
- 2001: Luis Carniglia, argentinischer Fußballspieler und -trainer
- 2002ː Madeleine Duncan Brown, US-amerikanische angebliche Geliebte des US-Präsidenten Lyndon B. Johnson
- 2002: Conrad Hansen, deutscher Pianist
- 2002: Alfrēds Videnieks, lettischer bzw. sowjetischer Schauspieler
- 2003: Wassil Bykau, belarussischer Schriftsteller
- 2004: Bob Bemer, US-amerikanischer Computerpionier
- 2004: Thomas Gold, US-amerikanischer Astrophysiker
- 2004: Mattie Stepanek, US-amerikanischer Lyriker
- 2005: Manolis Anagnostakis, griechischer Dichter
- 2005: Carson Parks, US-amerikanischer Musiker
- 2006: Heinz Ludwig Ansbacher, deutsch-US-amerikanischer Psychologe
- 2006ː Anna Castelli Ferrieri, italienische Architektin und Industriedesignerin
- 2006: Alexander Jahr, deutscher Verleger und Rechtsanwalt
- 2007: Manuel Correia de Andrade, brasilianischer Autor, Historiker, Geograph, Jurist und Professor
- 2007: Bernd Becher, deutscher Fotograf

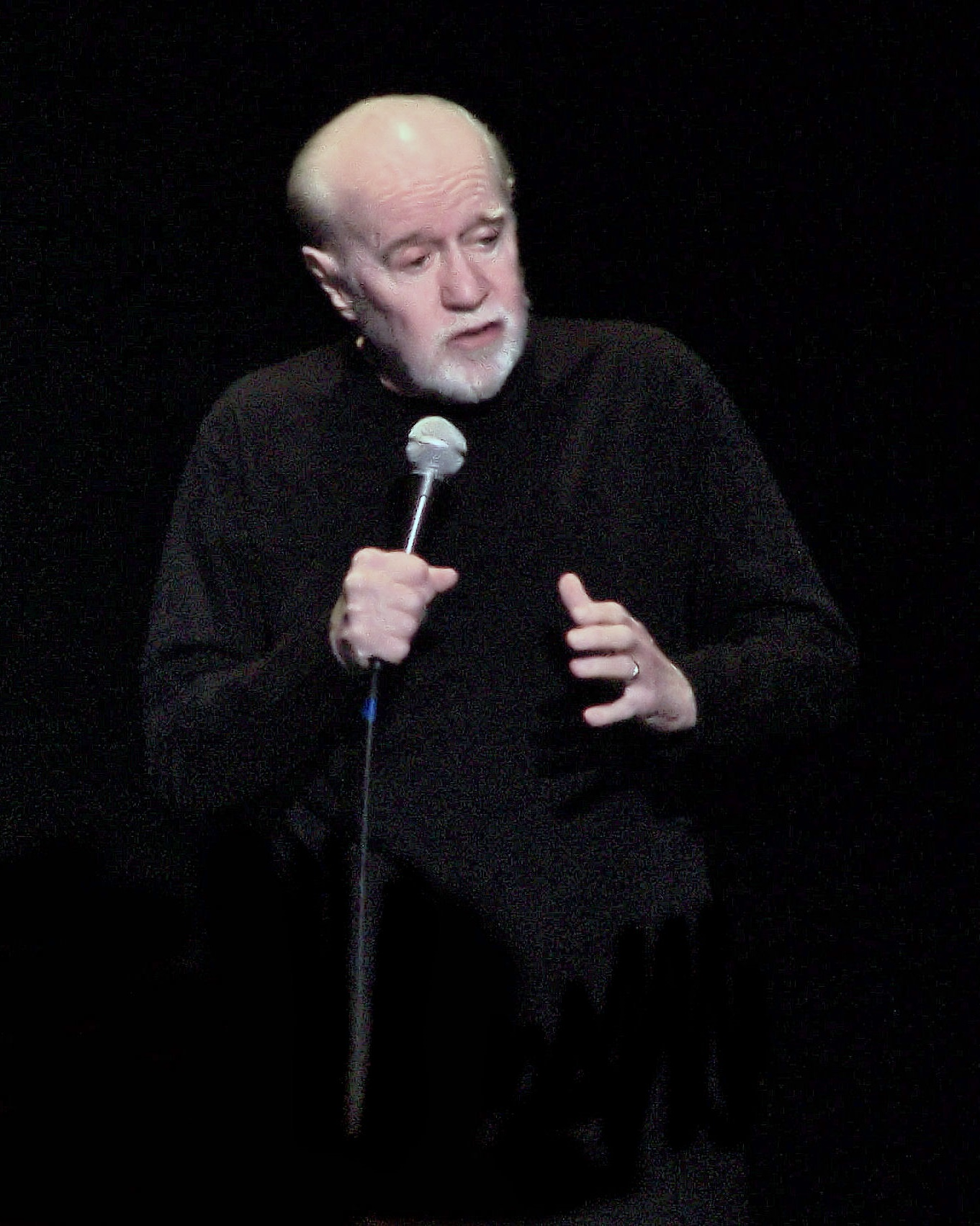
George Carlin († 2008)

- 2008: George Carlin, US-amerikanischer Komiker, Schauspieler und Autor
- 2008: Albert Cossery, frankophoner ägyptischer Schriftsteller
- 2008: Dino Crescentini, san-marinesischer Bobfahrer und Automobilrennfahrer
- 2008: Klaus Michael Grüber, deutscher Theater- und Opernregisseur
- 2008: Gerhard Meier, Schweizer Schriftsteller
- 2009: Irina Atykowna Asisjan, russische Kunsthistorikerin, Architektin und Malerin
- 2009ː Hanne Kjærholm, dänische Architektin, erste Professorin an der Königlich Dänischen Kunstakademie
- 2013: Allan Simonsen, dänischer Automobilrennfahrer
- 2015: Laura Antonelli, italienische Schauspielerin
- 2015: James Horner, US-amerikanischer Komponist

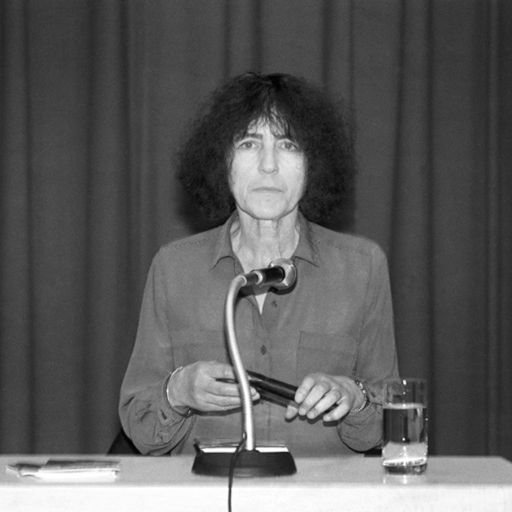
Gabriele Wohmann († 2015)

- 2015: Gabriele Wohmann, deutsche Schriftstellerin
- 2016: John William Ashe, antiguanischer Botschafter, Präsident der Generalversammlung der Vereinten Nationen
- 2017: Gunter Gabriel, deutscher Sänger
- 2017: Ketumile Masire, Staatspräsident von Botswana

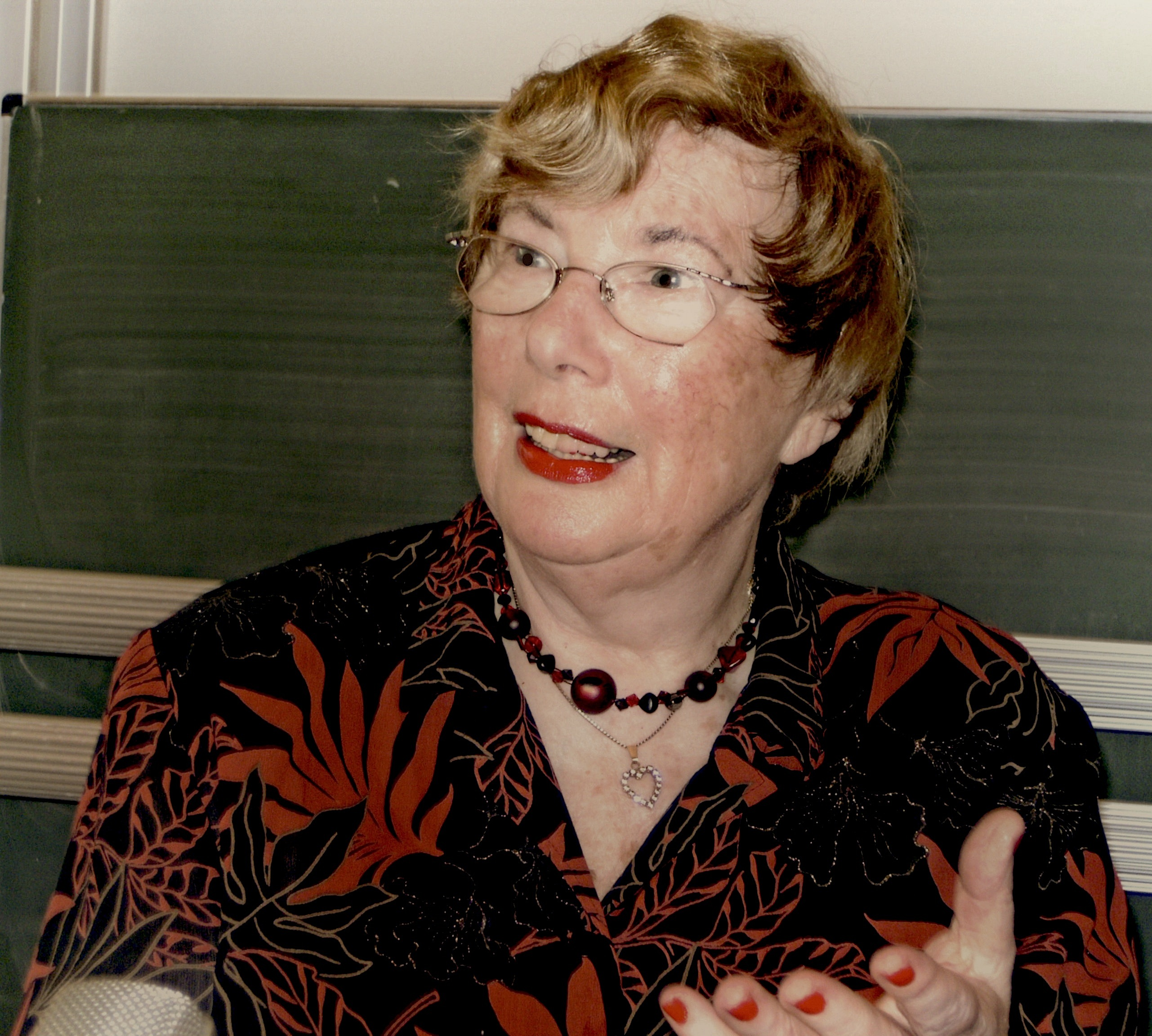
Felicia Langer († 2018)

- 2018: Felicia Langer, israelisch-deutsche Juristin und Menschenrechtsaktivistin
- 2018: Vinnie Paul, US-amerikanischer Schlagzeuger (Pantera)
- 2018: Uta Stammer, deutsche Schauspielerin und Hörspielsprecherin
- 2019: Walter Neupert, deutscher Biochemiker und Mediziner
- 2019: Zdeněk Remsa, tschechoslowakischer Skispringer und Skisprungtrainer
- 2020: Juan Fernández, spanischer Automobilrennfahrer
- 2020: Tom Kollins, US-amerikanischer Snooker- und Poolbillardspieler sowie Billardfunktionär und -trainer
- 2020: Joel Schumacher, US-amerikanischer Filmregisseur
- 2022: Yves Coppens, französischer Paläontologe und Paläoanthropologe
- 2022: Donald Gemmell, neuseeländischer Ruderer
- 2022: Jüri Tarmak, sowjetischer Leichtathlet
- 2022: Carlos Vera, chilenischer Leichtathlet
- 2023: Horst-Dieter Höttges, deutscher Fußballspieler
- 2023: Marion Loretta Reid, kanadische Politikerin, Vizegouverneurin
- 2025ː Beate Ritter, österreichische Opernsängerin

## Feier- und Gedenktage
- Kirchliche Gedenktage
  - Hl. Paulinus von Nola, Bischof von Nola (evangelisch, katholisch, orthodox)
  - Hl. Alban von England, römischer Märtyrer und Schutzpatron (anglikanisch, katholisch)
  - Hl. Aaron von Caerleon, römischer Märtyrer (katholisch)
  - Hl. John Fisher, englischer Vizekanzler und Theologe, Kardinal und Schutzpatron (katholisch)
  - Hl. Thomas Morus, englischer Autor, Staatsmann und Politiker, Märtyrer und Schutzpatron (katholisch)
  - Zehntausend Märtyrer, römische Legende

- Namenstage
  - Achatius, Eberhard, Thomas

- Staatliche Feier- und Gedenktage
  - Kroatien: Tag des antifaschistischen Kampfes
  - Russland: Tag der Erinnerung und der Trauer

Weitere Einträge enthält die Liste von Gedenk- und Aktionstagen.